# Суперечка про назву Перської затоки

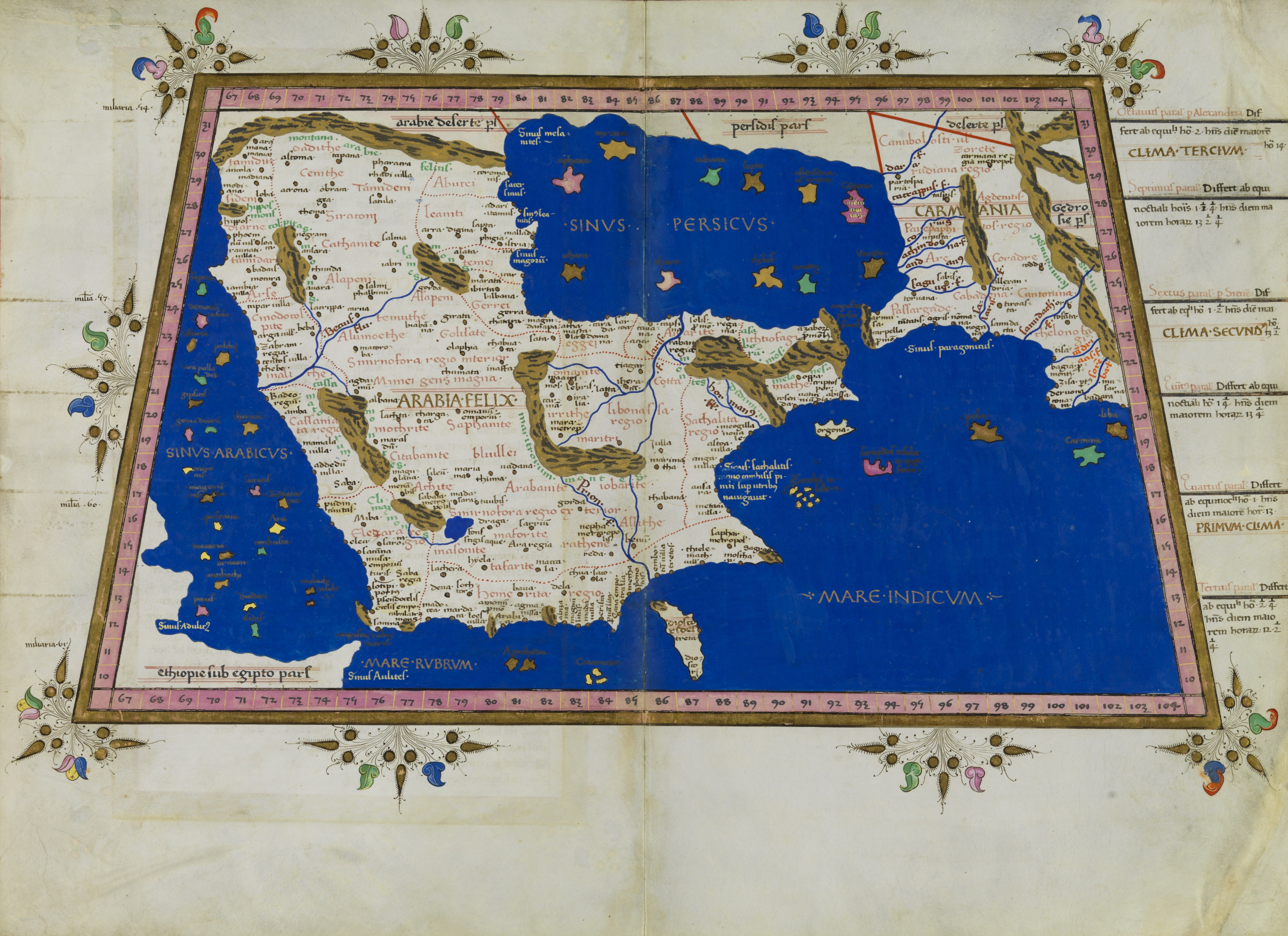
VI карта з Птолемеєвської «Географії», на якому зображений Sinus Persicus (Перська затока) і Sinus Arabicus (Червоне море); реконструкція 1467 року.

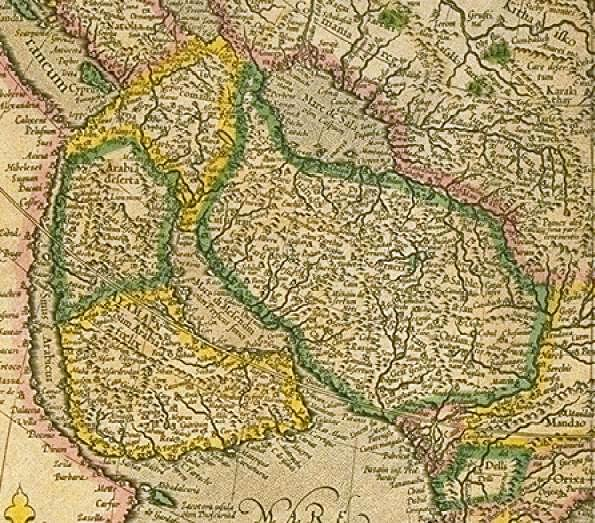
Карта Герарда Меркатора 1595 року, яка показує термінологію Перської затоки (Mare di Mesendin olim Persicus sinus) і Арабської затоки (Червоне море).

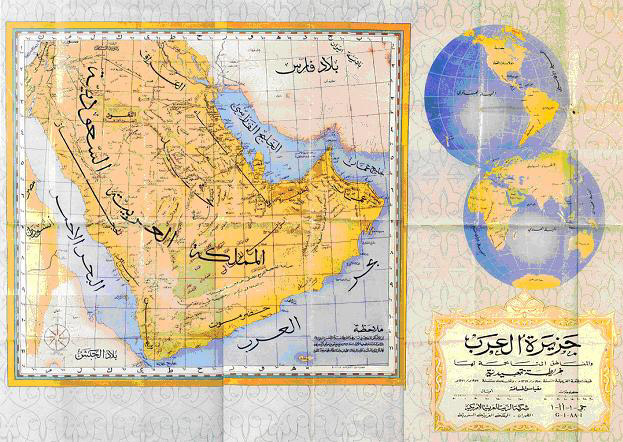
Карта компанії Saudi Aramco 1952 року з використанням терміна «Перська затока» (الخليج الفارسي).

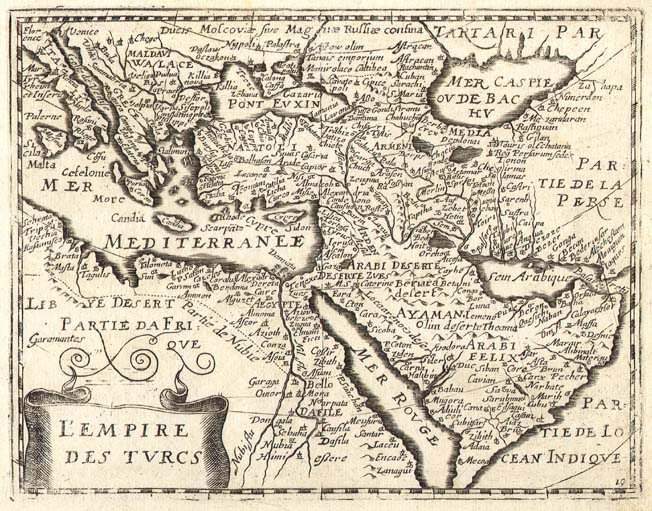
На французькій карті Османської імперії від 1667 року Перська затока названа «Арабською затокою» (Sein Arabique).

Назва водойми, що розділяє Іранське нагір'я і Аравійський півострів, за яким історично закріпилася назва Перська затока, було оскаржене деякими арабськими країнами в 1960-х роках. Суперництво між Іраном і арабськими державами, поява панарабізму і арабського націоналізму призвели до використання терміна «Арабська затока» в кількох арабських країнах.

## Історичний огляд
На майже всіх картах, надрукованих до 1960 року, і в більшості сучасних міжнародних договорів, документів і карт ця акваторія відома як «Перська затока». Назву «Арабська затока» офіційно використовується тільки в Лізі арабських держав і в документах ООН арабською мовою. Назва «Перська затока» є традиційним з часів давньогрецьких географів Птолемея і Страбона і відображає геополітичні реалії того часу з могутньою Перською імперією, яка контролювала практично всю берегову лінію Затоки. Цю назву використовував у своїх творах арабський християнський історик X століття Агапій Манбіджський.
Згідно Махану Абедину з Jamestown Foundation, вперше ініціатива про зміну назви на «Арабська» була озвучена сером Чарльзом Белгрейвом в 1930-х роках, а британський радник правителя Бахрейну використовував назву «Перська затока» аж до 1960-х років, але, у міру зростання націоналістичних настроїв серед арабів в цьому десятилітті, деякі арабські країни, в тому числі і ті, що межують з Перською затокою, почали широко використовувати термін «Арабська затока» (араб. الخليج العربي — al-Ḫalīj al-'Arabiyy), щоб приписати цей водний шлях собі. Ведучий телеканалу «Аль-Джазіра» англійською мовою Теймур Набілі зазначив, що, за іронією долі, розвитку руху за зміну назви затоки посприяло те, що Іран, спонукуваний США, підтримав Ізраїль під час арабо-ізраїльської війни 1973 року. Це, вкупі з ослабленням політичного та економічного впливу Ірану, призвело до прийняття альтернативної назви Перської затоки в регіональних політичних колах і нафтовому бізнесі.
У давнину терміном «Арабська затока» (лат. Sinus Arabicus) позначали те, що зараз відомо під назвою «Червоне море» — зокрема, Страбон і Птолемей називали Червоне море як Sinus Arabicus. І обидва цих давніх географа використовували назву «Перська затока» (лат. Sinus Persicus) для водойми між Іраном і Аравійським півостровом. У період раннього ісламу мусульманські вчені використовували назву «Море персів» (араб. بحر فارس — «бахр аль-Фаріс») або «Затока персів» (араб. خليج فارس — «халідж Фаріс»). На більш пізніх європейських картах Нового часу використовуються ті ж назви: Sinus Persicus, Persischer Golf, Golfo di Persia на різних мовах Європи. 
Після захоплення Багдада Османською імперією в 1534 році, турки отримали доступ до Індійського океану через головний порт Перської затоки — Басру. У 1541 році картограф Герард Меркатор зробив спробу створення найбільш точної карти Землі на той період, де назвав цю затоку як «Перська затока, зараз Басрійське море» (Sinus Persicus, nunc Mare de Balsera). Тим не менш, на його карті світу від 1569 року назва змінюється на Mare di Mesendin (Мусандамське море, за назвою півострова Рас Мусандам в Омані), а в Atlas Minor Меркатора 1634 року Перська затока названа «Арабською» (Sinus Arabicus). У той час як його суперник Абрахам Ортелій у світовому атласі 1570 року використовував для затоки назва Mare El Catif, olim Sinus Persicus (за назвою Аравійського порту Ель-Катіф), але позначив вхід в затоку (суч. Ормузьку протоку) як Basora Fretum (Басрійську протоку). Після всієї цієї плутанини, стара назва почала поступово поширюватися з XVII століття, але Туреччина все ще використовувала назву «Басрійська затока» (тур. Basra Körfezi).
В кінці 1830-х років британці зробили спроби взяти під свій контроль цей морський шлях, і журнал Times в 1840 році згадує про Перську затоку як про «Британське море», але в подальшому ця назва ніколи не використовувалось в іншому контексті.

## Альтернативні варіанти назви
Після ісламської революції в Ірані в 1979 році, деякі представники ісламських угруповань запропонували використовувати термін «Ісламська затока» або «Мусульманська затока». Садек Хальхалі під час свого візиту в ОАЕ в 1979 році запропонував використовувати термін «Мусульманська затока». Але від цієї ідеї швидко відмовилися, після того, як в 1980 році мусульманський Ірак почав вторгнення в Іран.

## Позиція Ірану
Іран використовує тільки термін «Перська затока» і не визнає назв «Арабська затока» або просто «Затока». Іран не вважає останній варіант іменування неупередженим і розглядає його використання як внесок у відмову від історичної назви. У лютому 2010 року Іран пригрозив закрити свій повітряний простір для іноземних компаній, особливо з регіону Перської затоки, якщо вони не використовують термін «Перська затока».
30 квітня 2010 року вперше був відзначений Національний день Перської затоки, який був відсвяткований по всьому Ірану, особливо в прибережних містах Перської затоки. 30 квітня було вибрано тому, що цей день є річницею успішної військової кампанії шаха Аббаса І Великого, після якої португальці були витіснені з Ормузької протоки, а острів Ормуз був захоплений. Рішення про відзначення цієї дати було прийнято Верховною радою Культурної Революції, під головуванням колишнього президента Мохаммада Хатамі. 
Поштова компанія Ісламської Республіки Іран випустила серію марок, присвячених відзначенню Національного Дня Перської затоки.

## Інциденти, пов'язані з суперечкою про назву Перської затоки
- Завдяки «бомбардуванню Google» в 2004 році з боку іранських користувачів мережі Інтернет, при пошуку словосполучення «Arabian Gulf», першим посиланням у видачі пошукової системи Google стала значитися сторінка [Архівовано 11 жовтня 2011 у Wayback Machine.], яка пародіює «помилку 404» і радить більше не шукати «Арабська затока»[22].
- У 2004 році влада Ірану заборонила Атлас світу, виданий Національним географічним товариством США, через те, що Перська затока в ньому позначена як «Арабська затока», а три острови в Перській затоці (Абу-Муса, Томбе-Бозорг и Томбе-Кучек) відзначені як «окуповані Іраном»[23].
- Другі ісламські ігри солідарності, які планувалося провести в жовтні 2009 або квітні 2010 року в Тегерані, не відбулися через суперечку про назву Затоки.
- На церемонії відкриття XVI Літніх Азійських ігор 2010 року у Гуанчжоу, Перська затока була названа «Арабською затокою», через що посол Китаю в Ірані був викликаний в МЗС Ісламської Республіки, а посольство Ірану в Пекіні направило китайським властям ноту протесту[24].

### Gallery

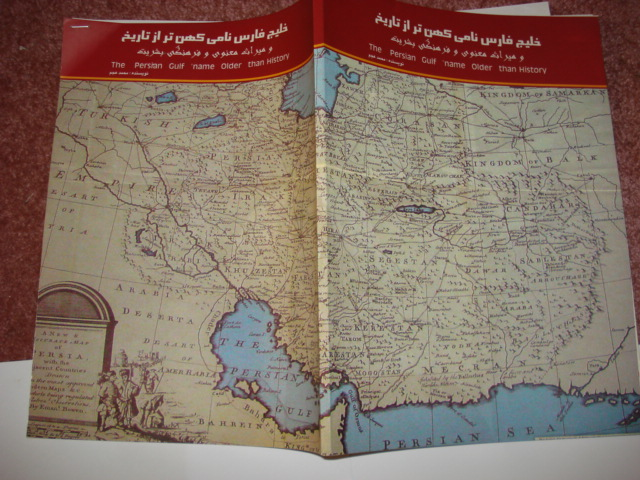
Перська затока 1747
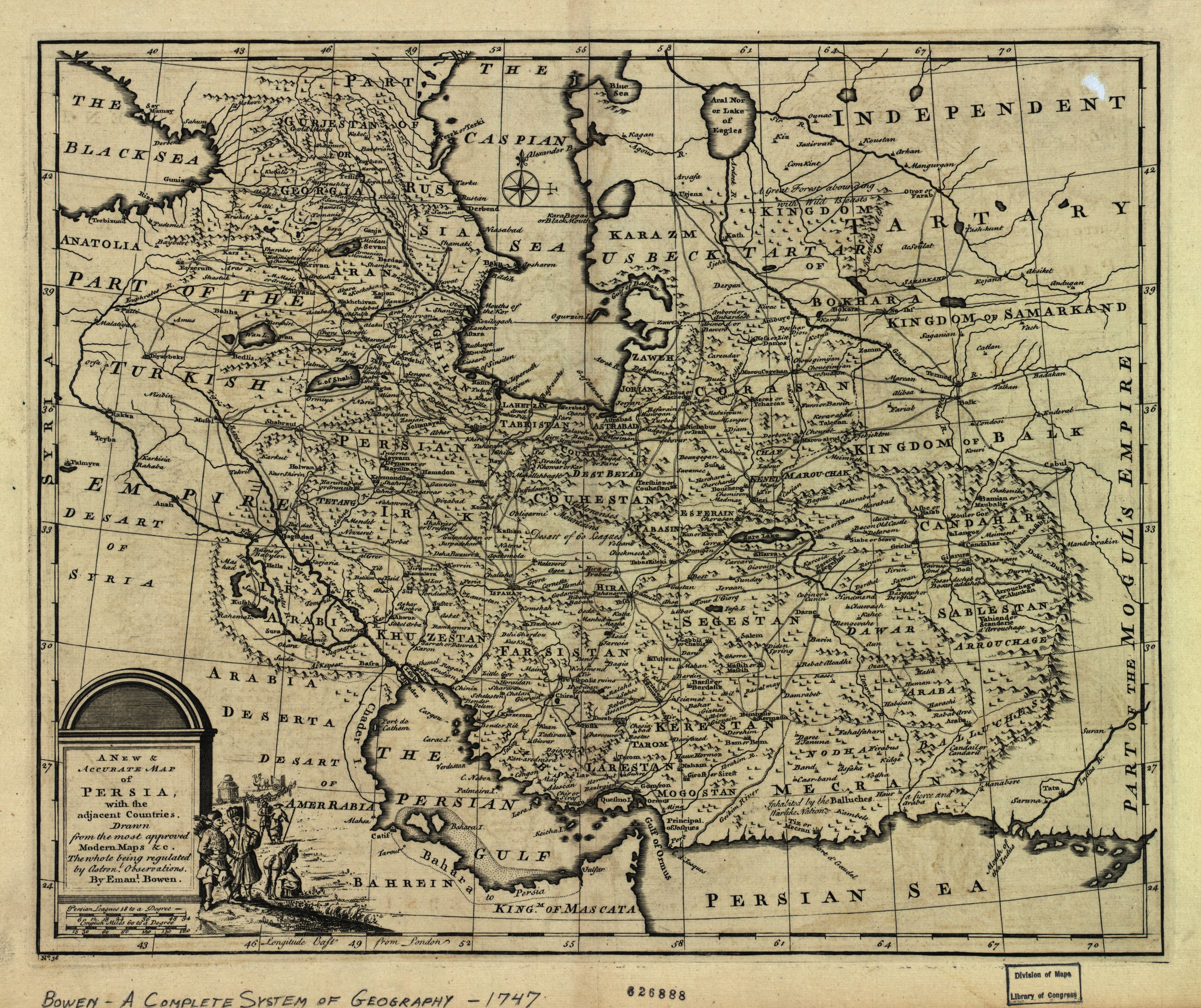
Перська затока 1747
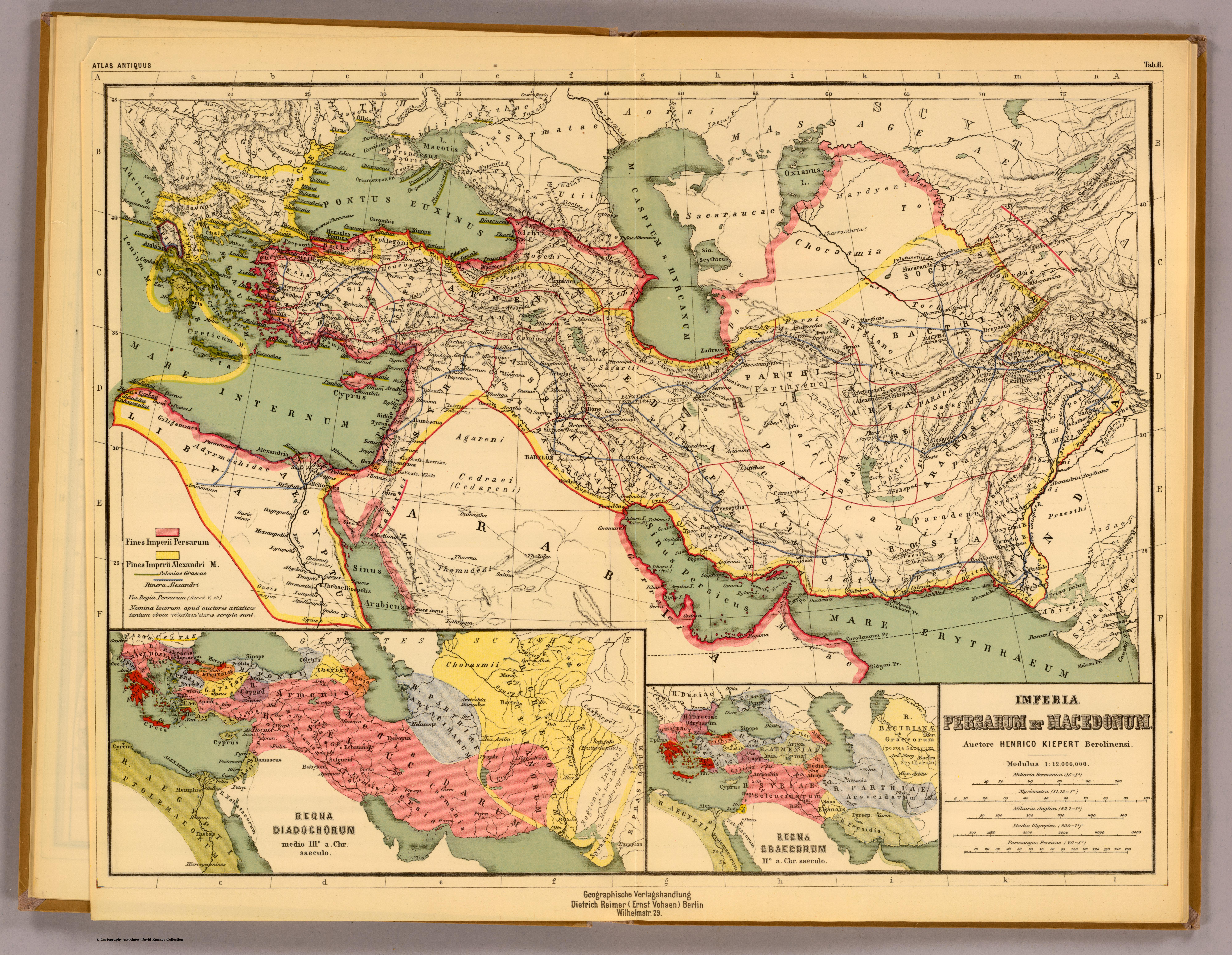
Перська затока 1903
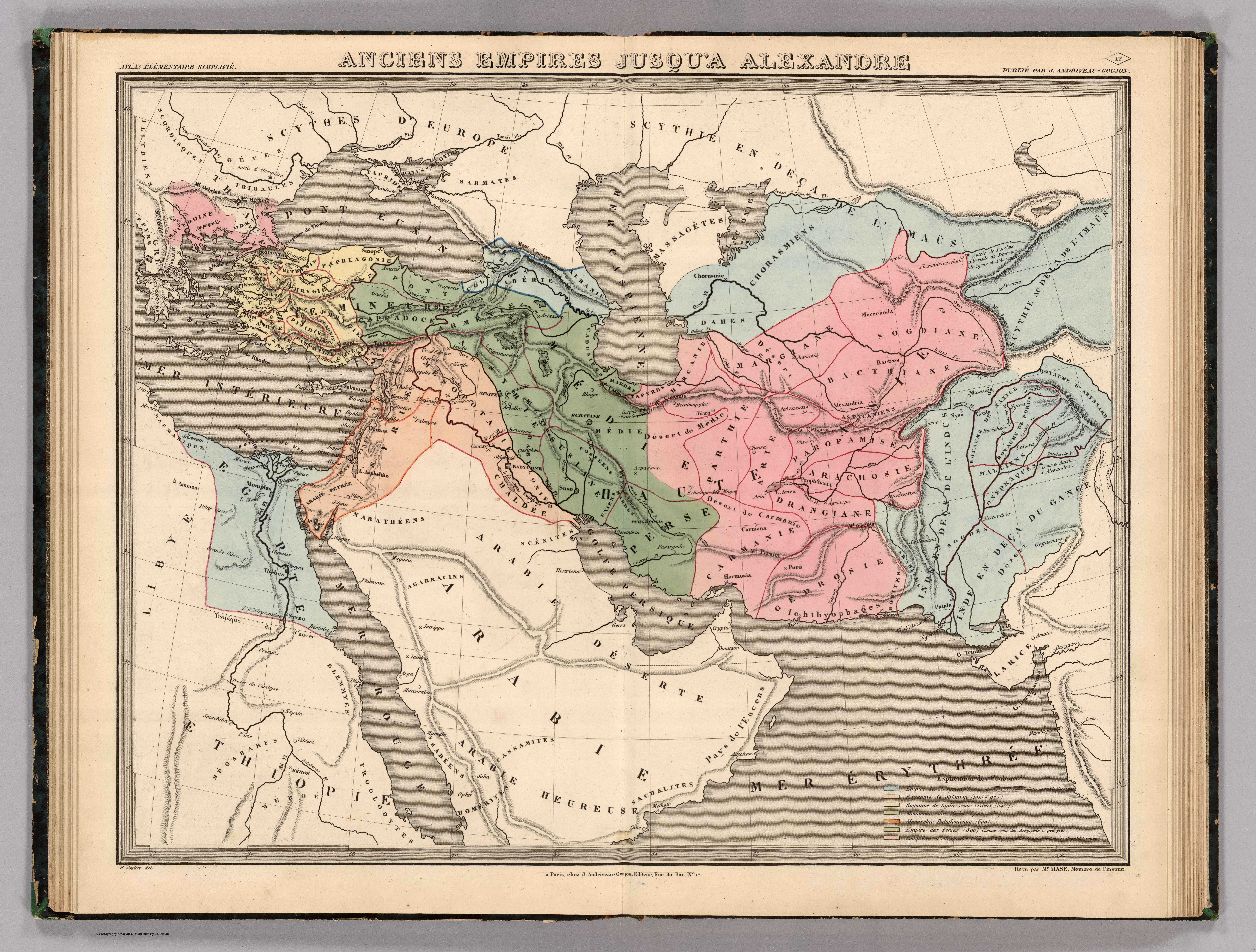
Map of Persian Gulf  1838
An Pomponius Mela 43 AD.Перська затока
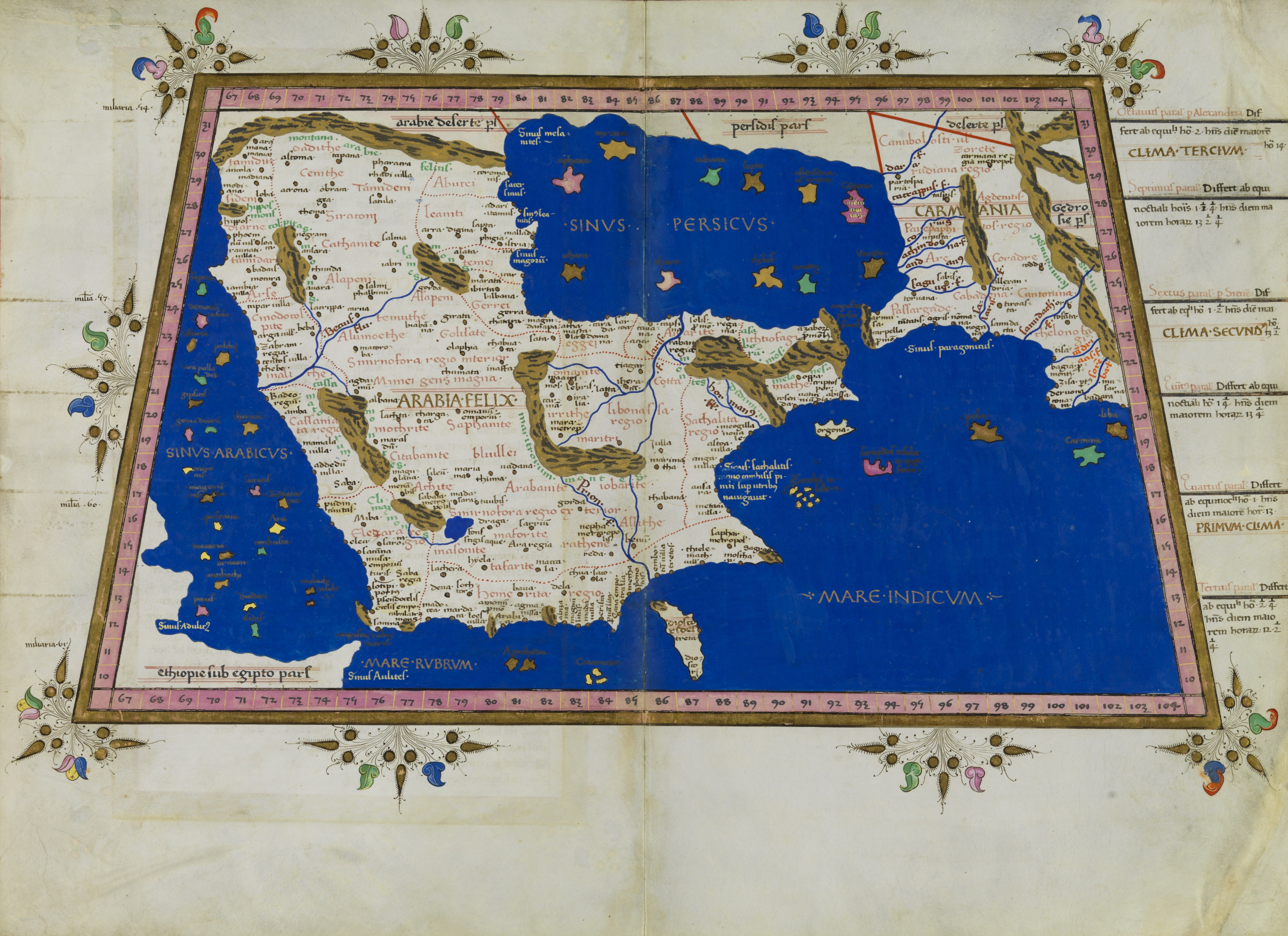
Перська затока 1467
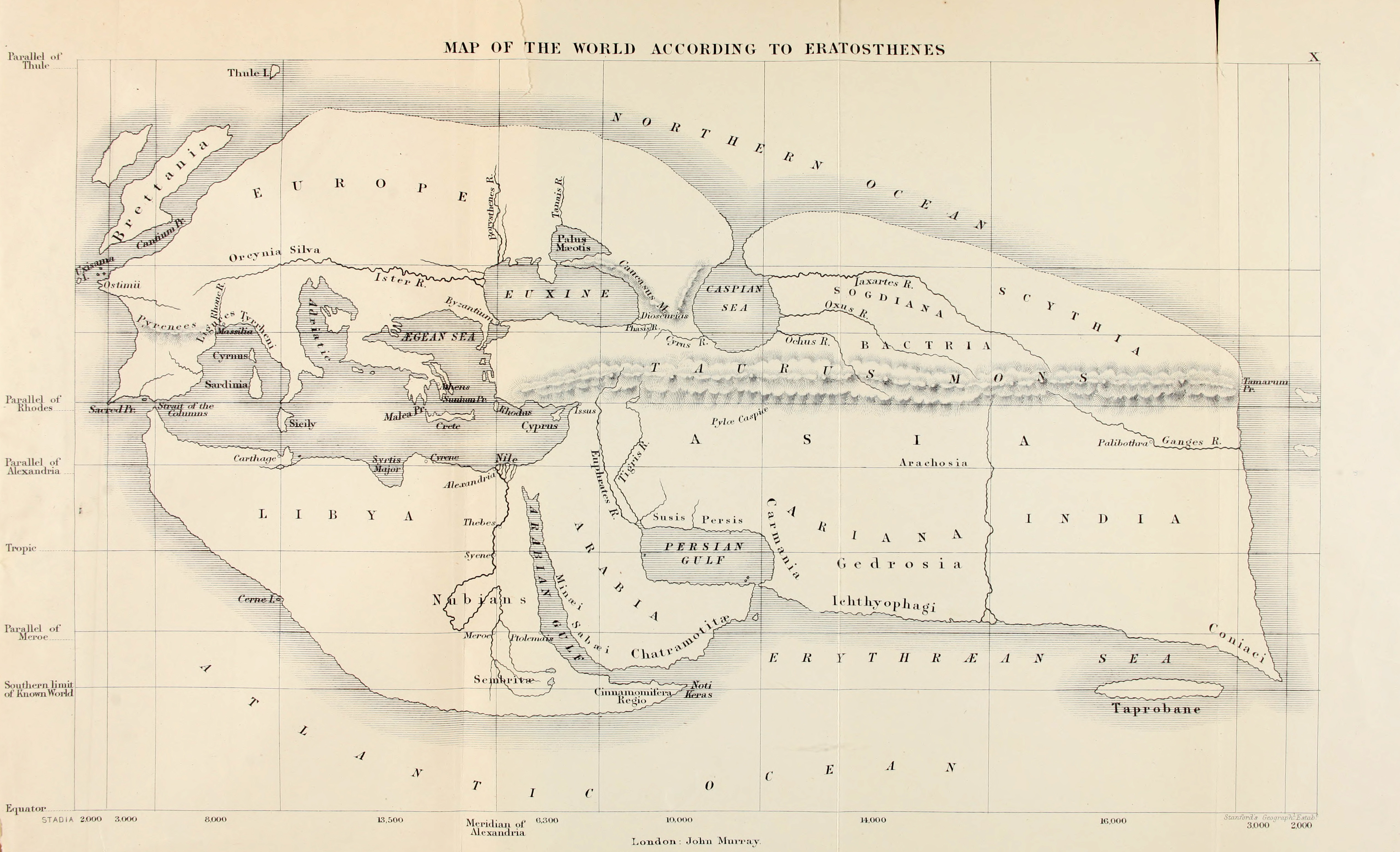
194 BC Eratosthenes 194 Перська затока
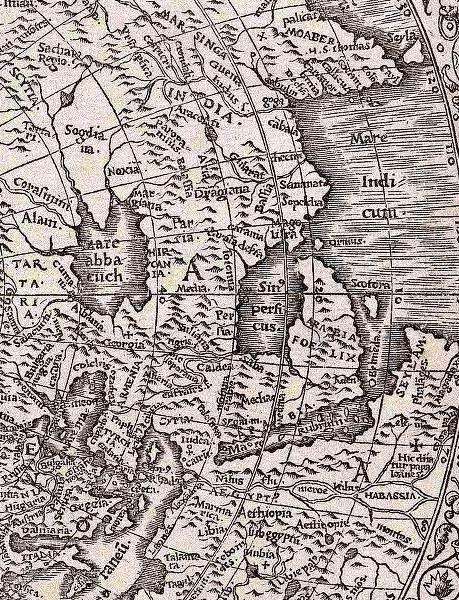
Перська затока 1531
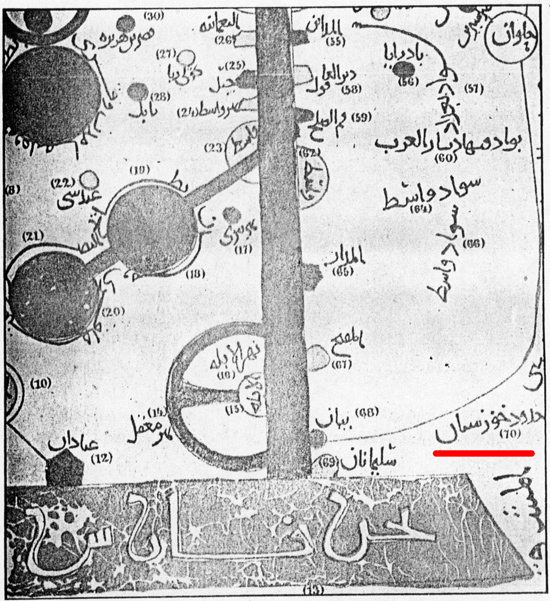
Regional 1200 Map of Persian Gulf Istakhri
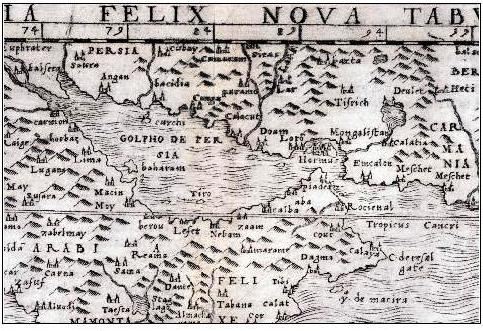
1548 Map Перська затока
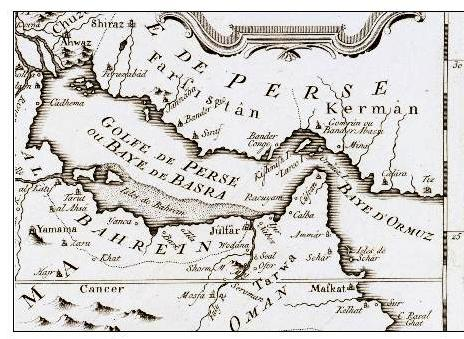
Перська затока1740
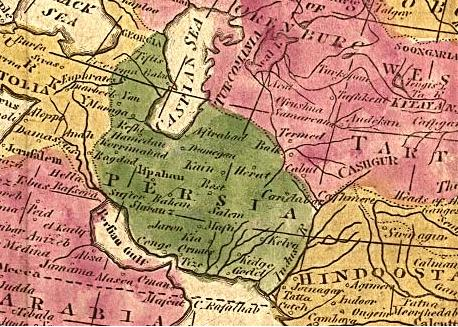
Map Перська затока 1808
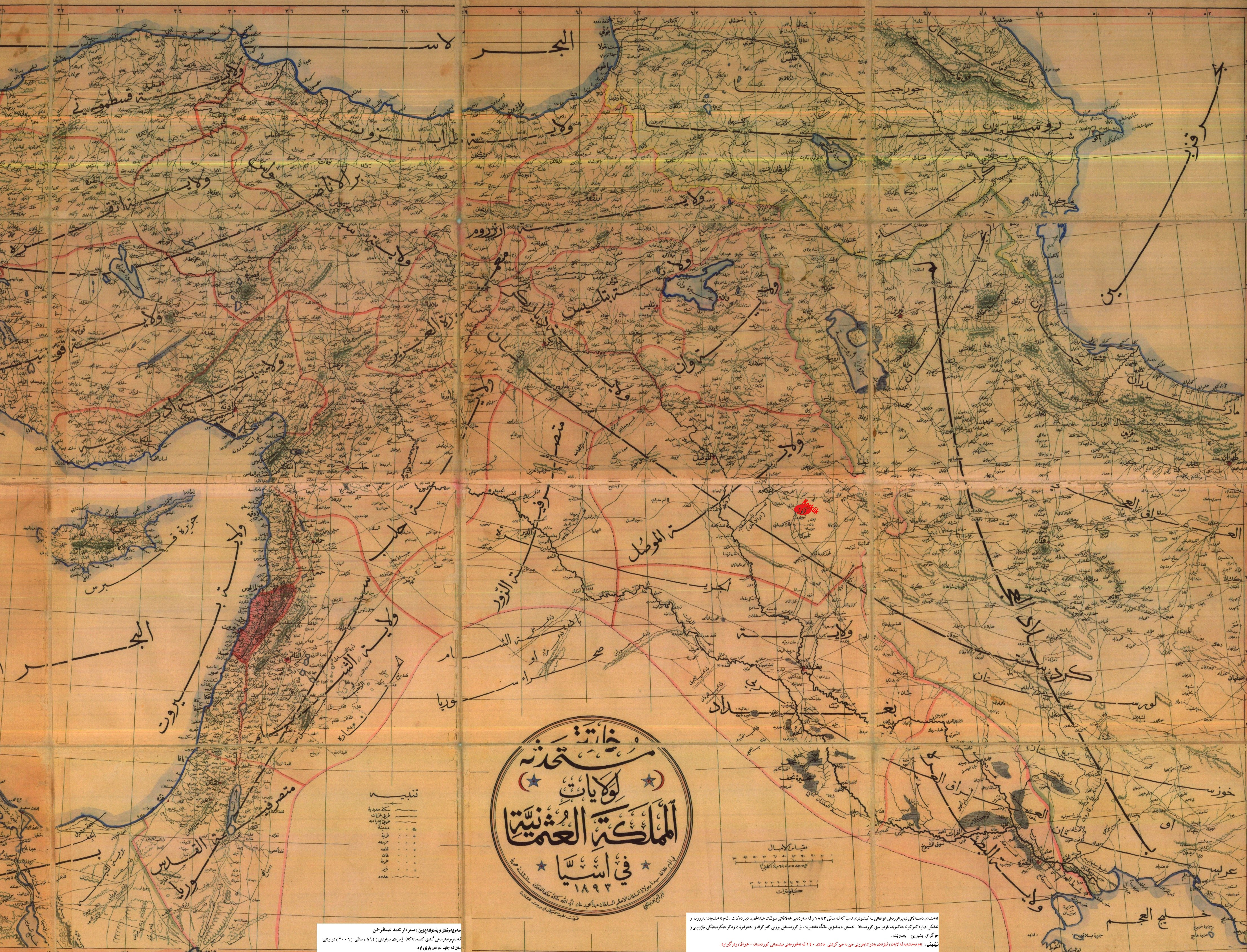
1893 Перська затока Ajam"
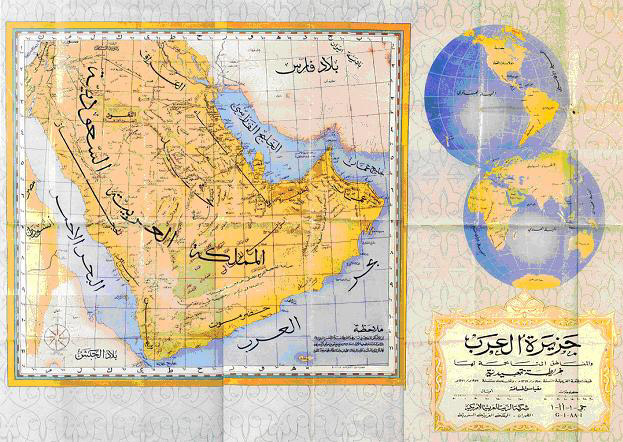
Перська затока 1952 (الخليج الفارسي).
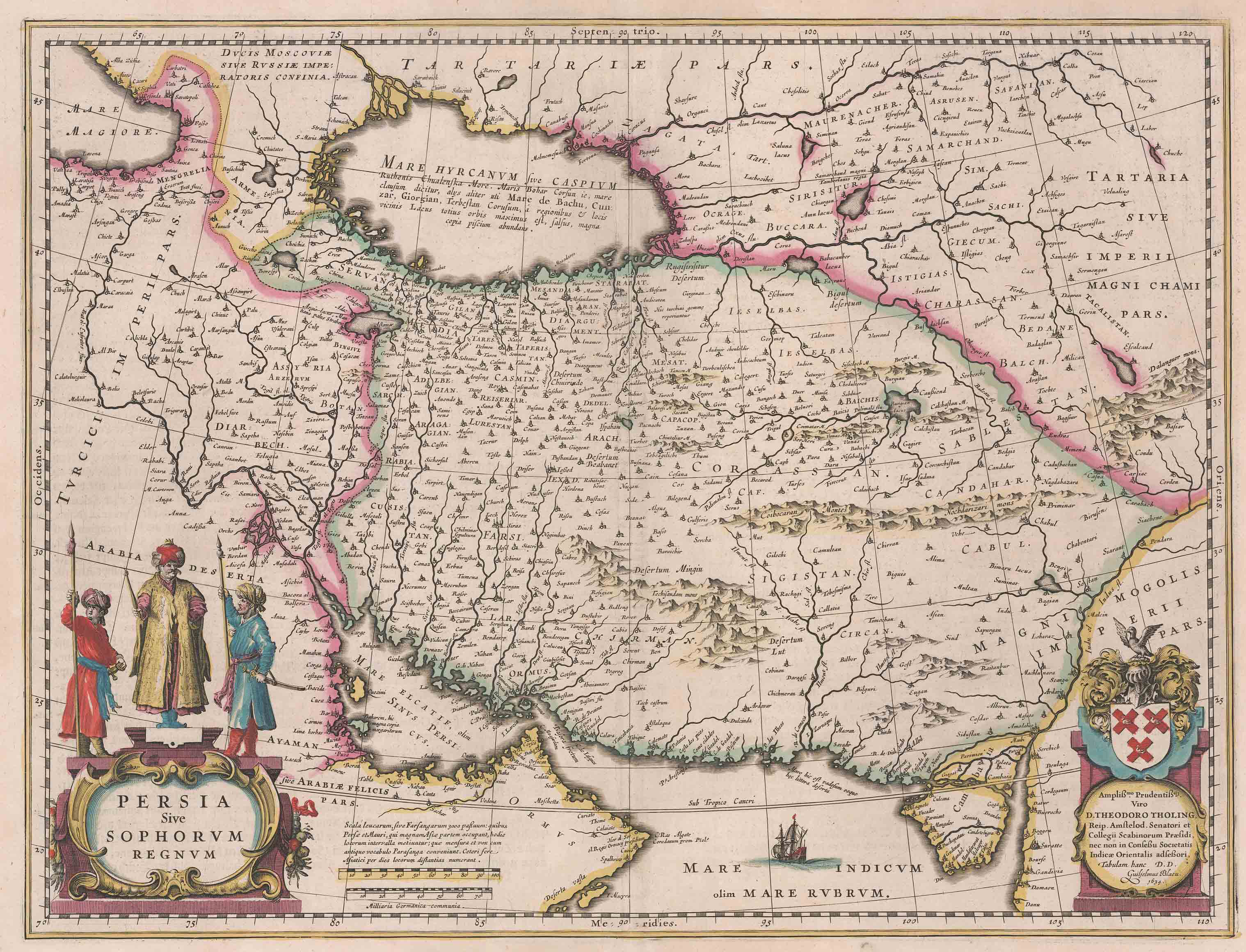
Map of Persian Gulf 1640
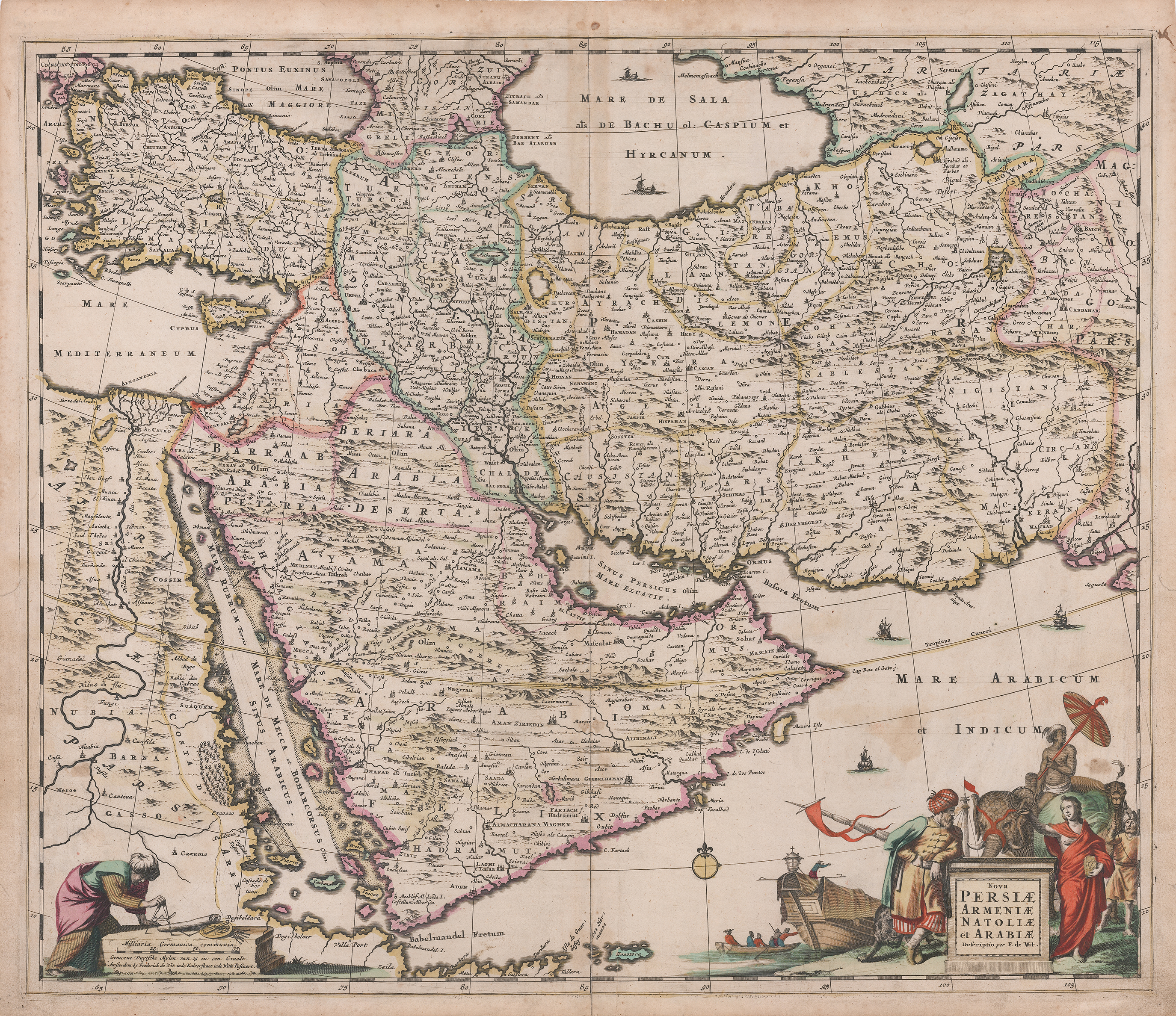
Jacob van Merus, 1680,
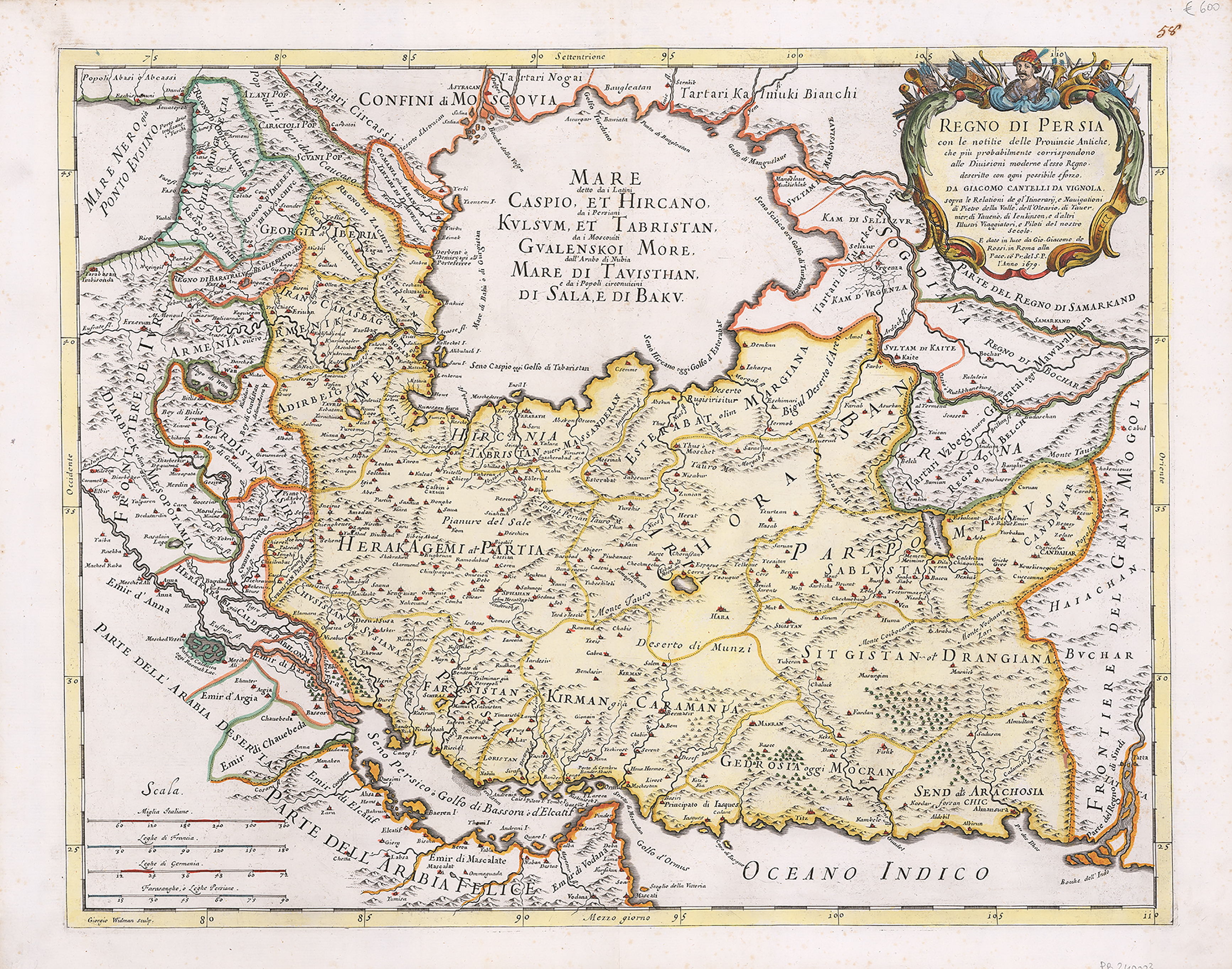
1679 Перська затока
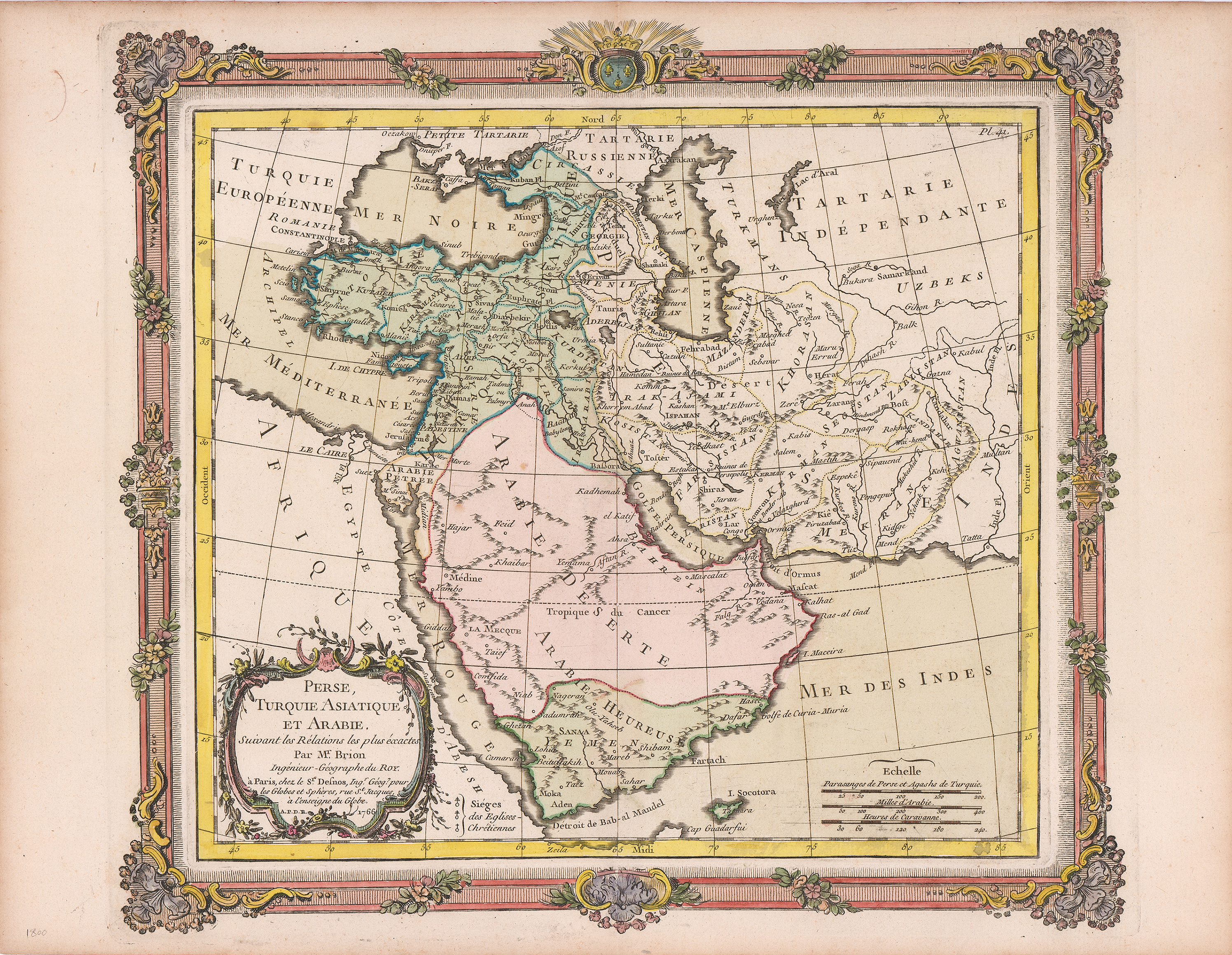
Map of Persian Gulf  1766  Перська затока
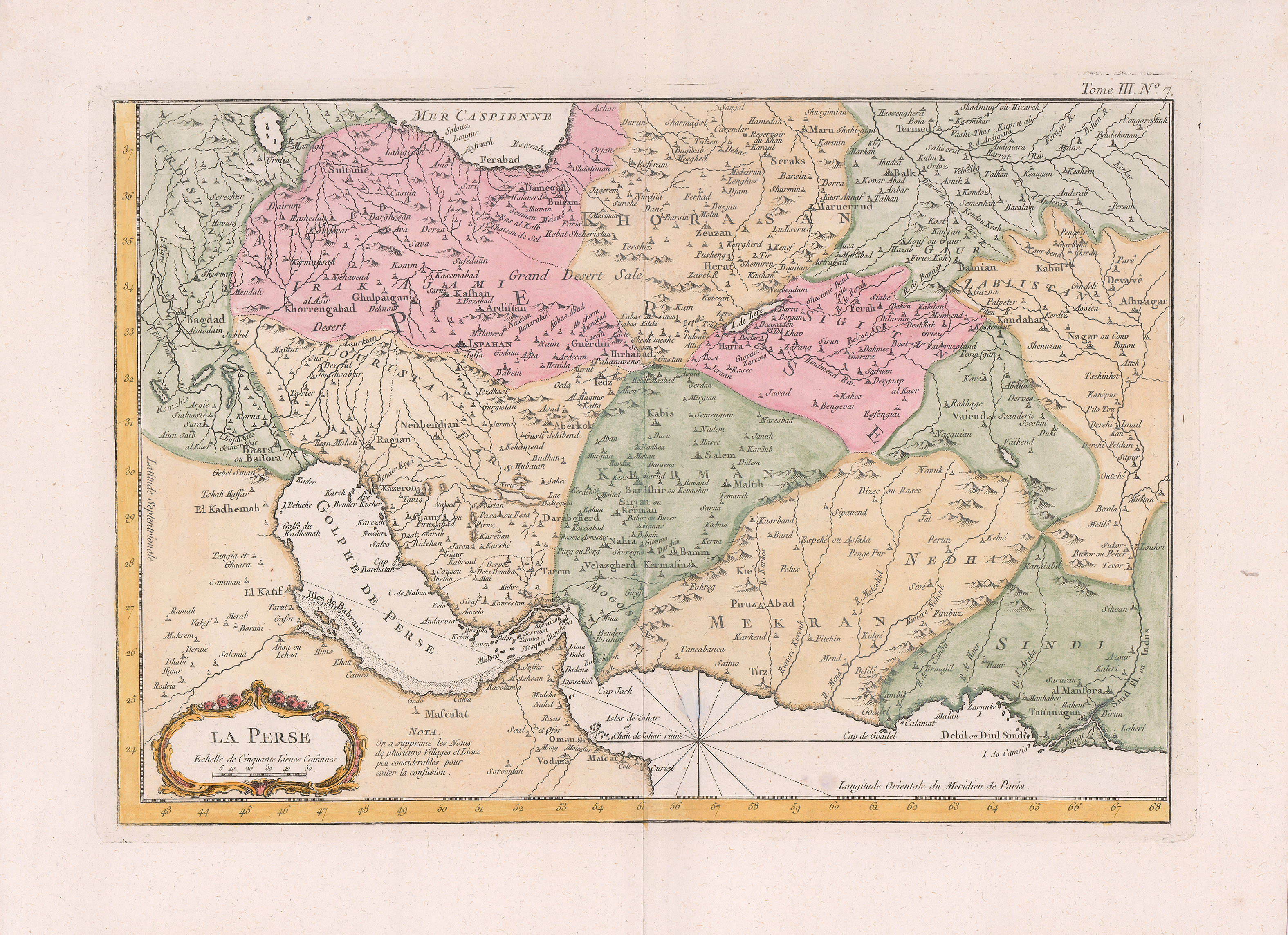
Map Перська затока 1764
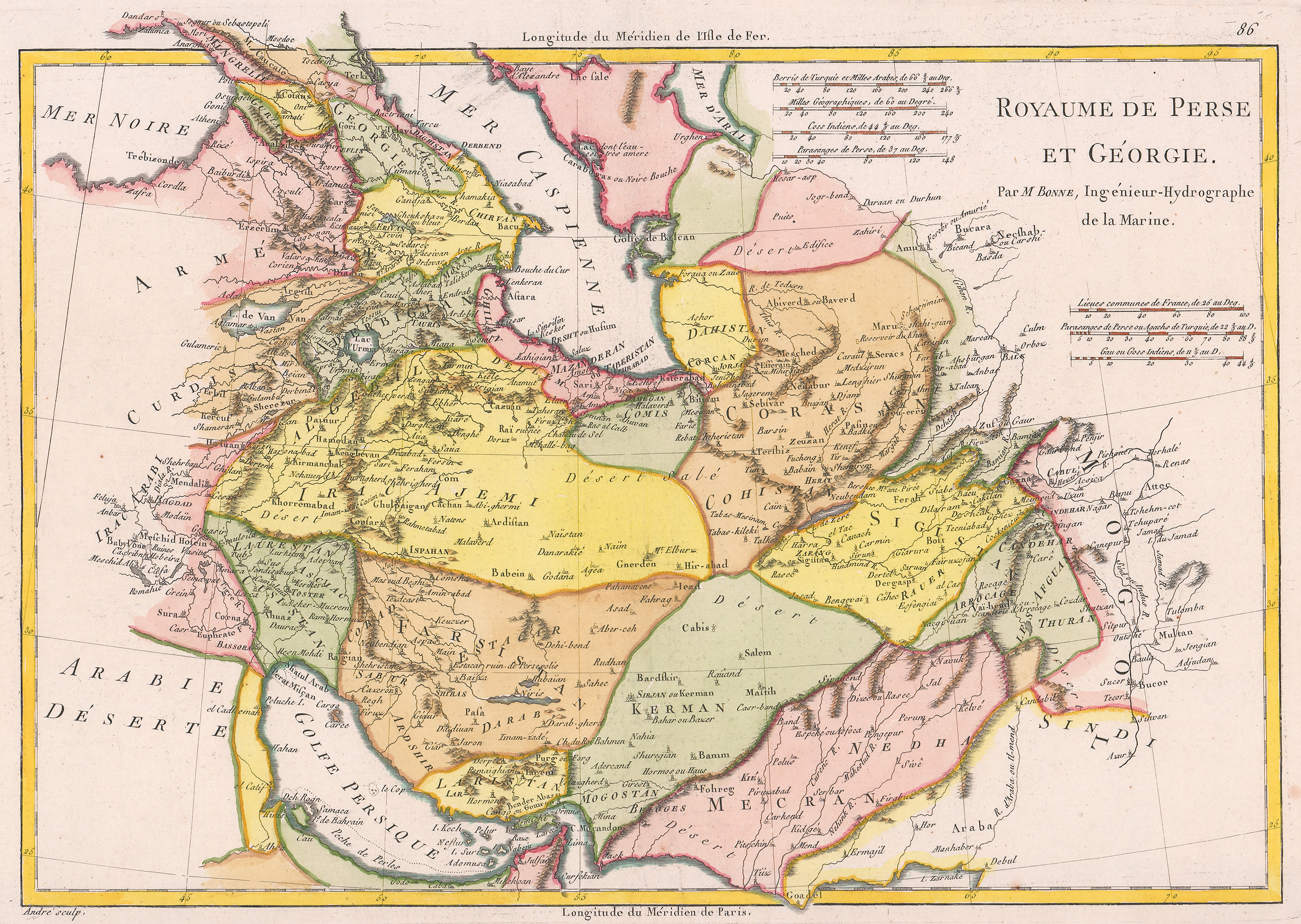
Перська затока 1780Bonne .
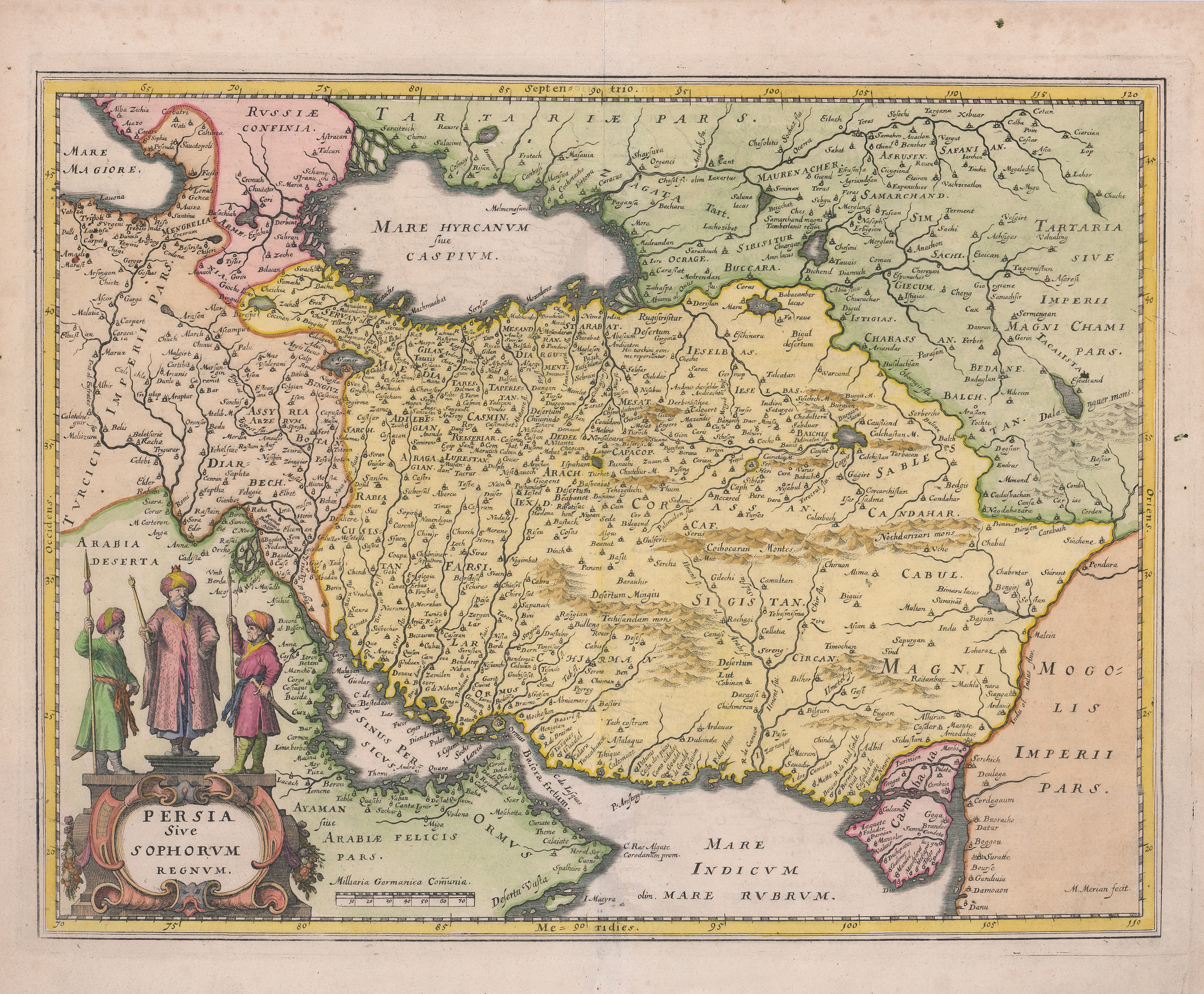
1638 Map of Persian Gulf
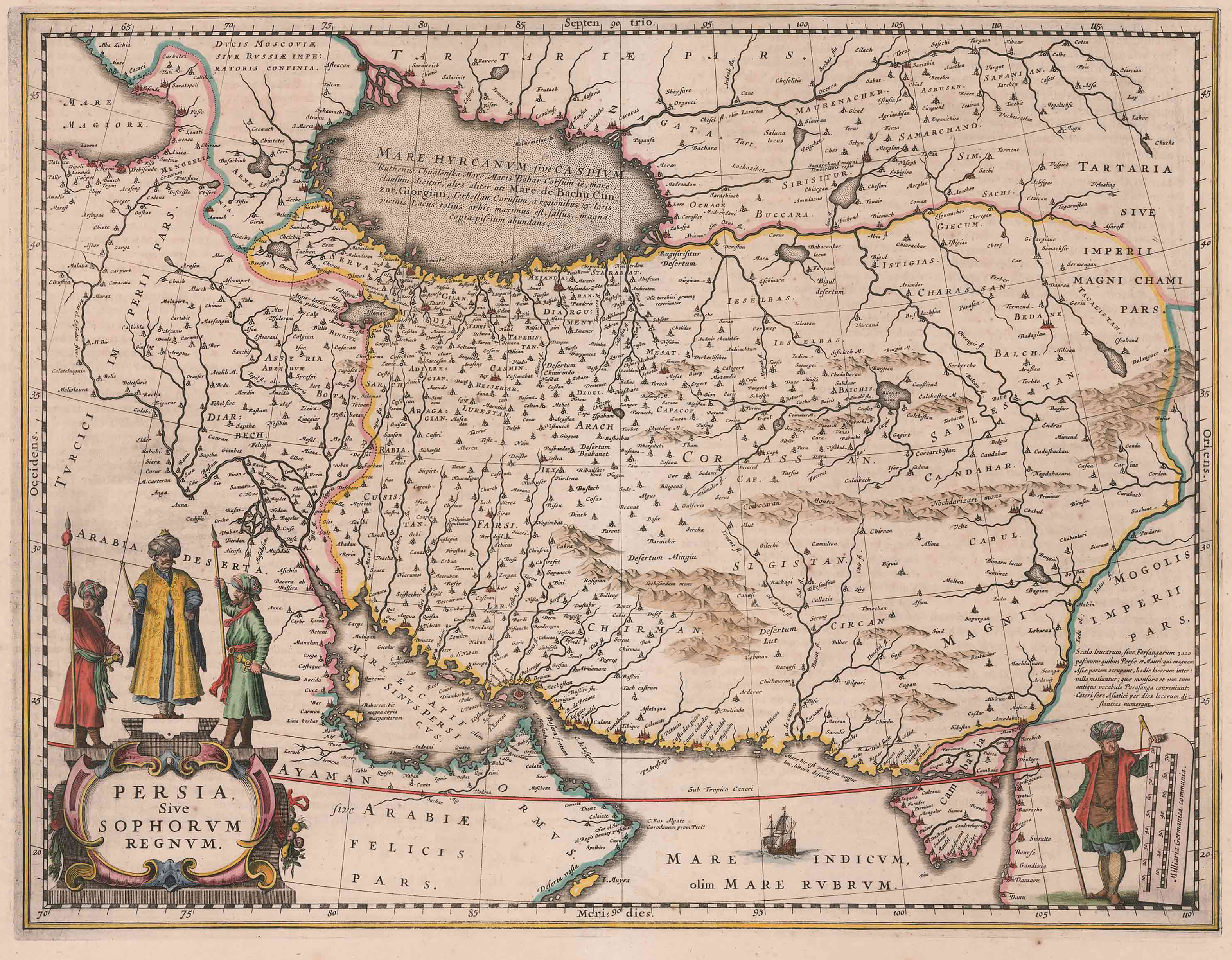
Перська затока 1640
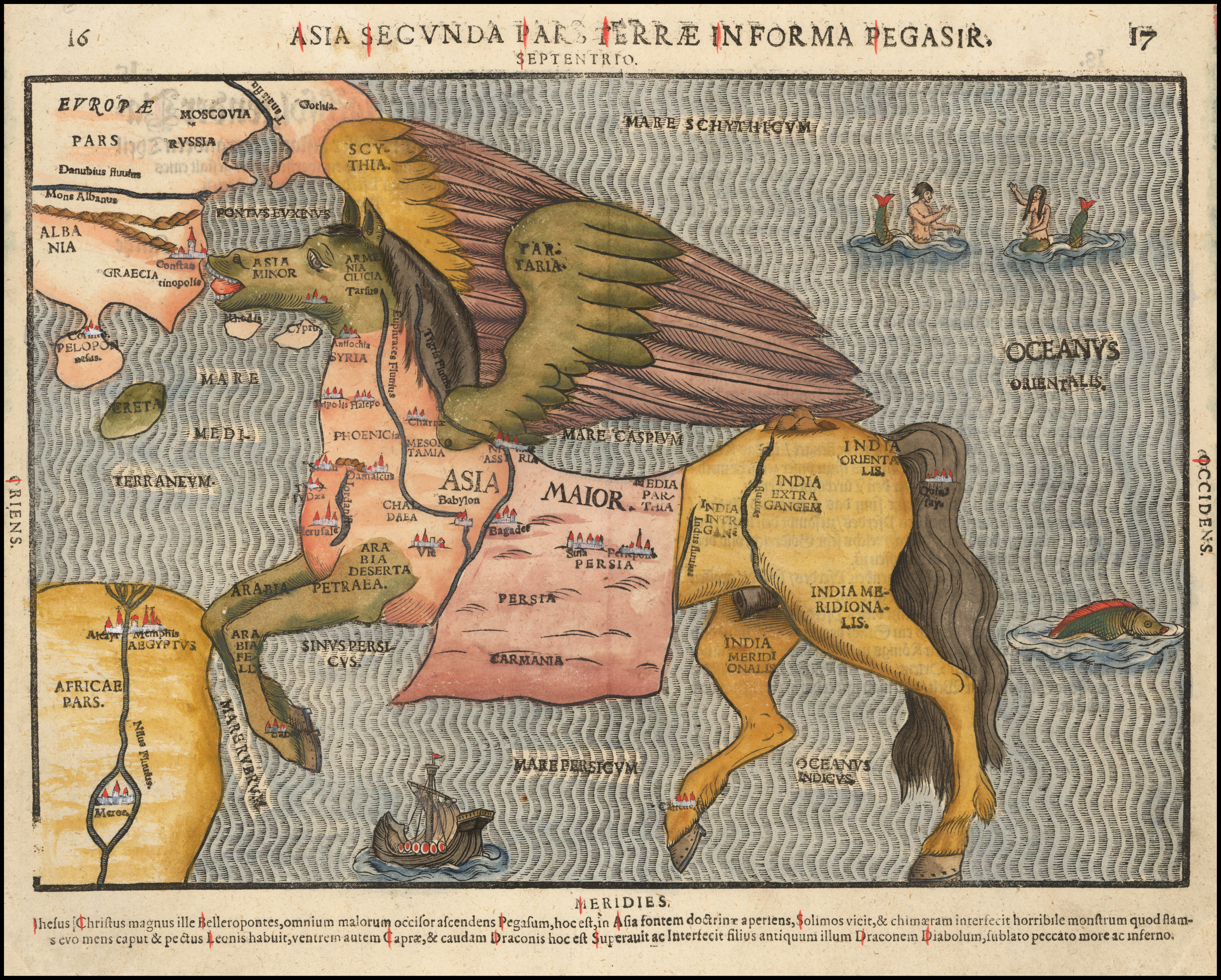
1581
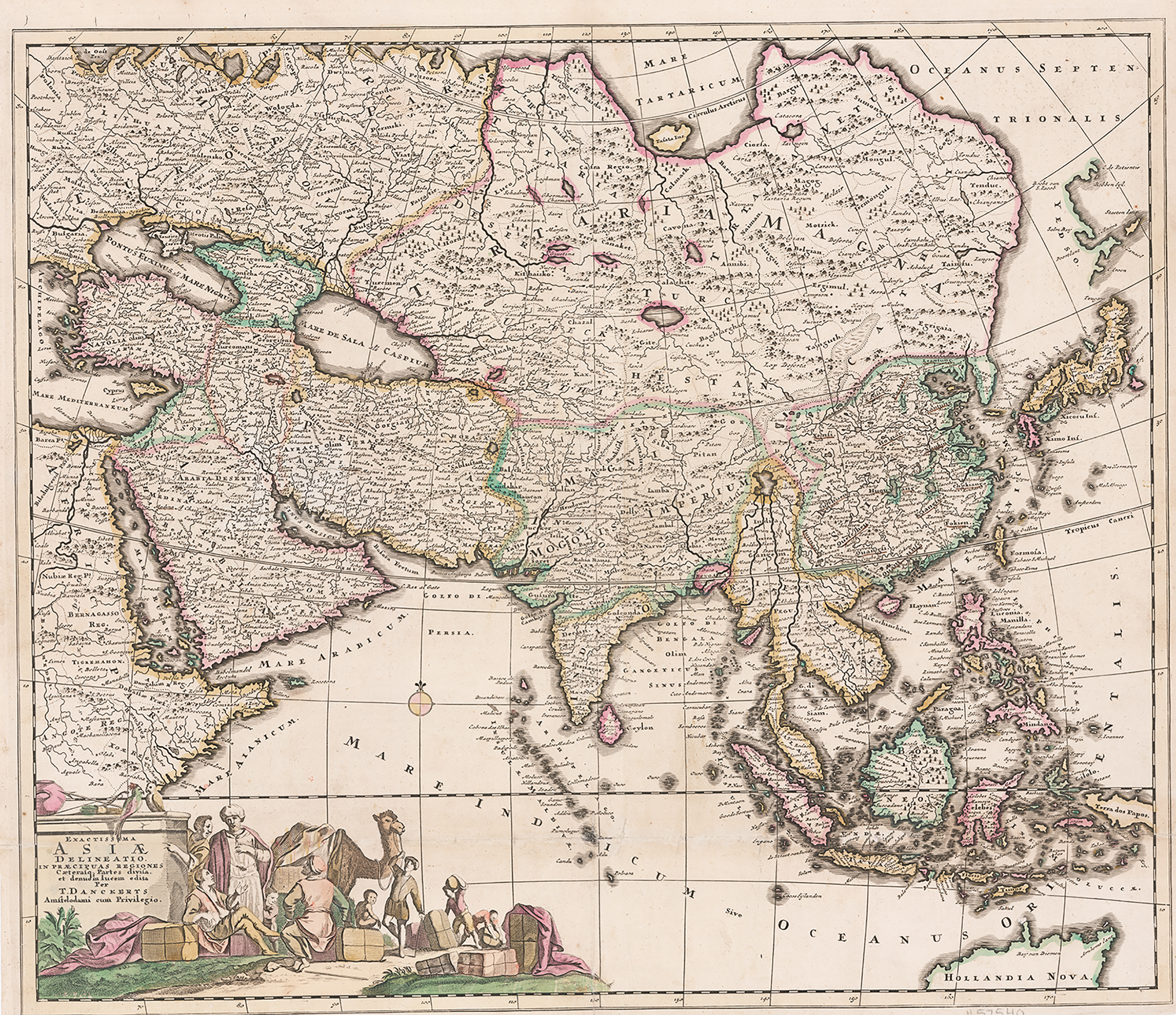
Перська затока 1685 (1700 ca)
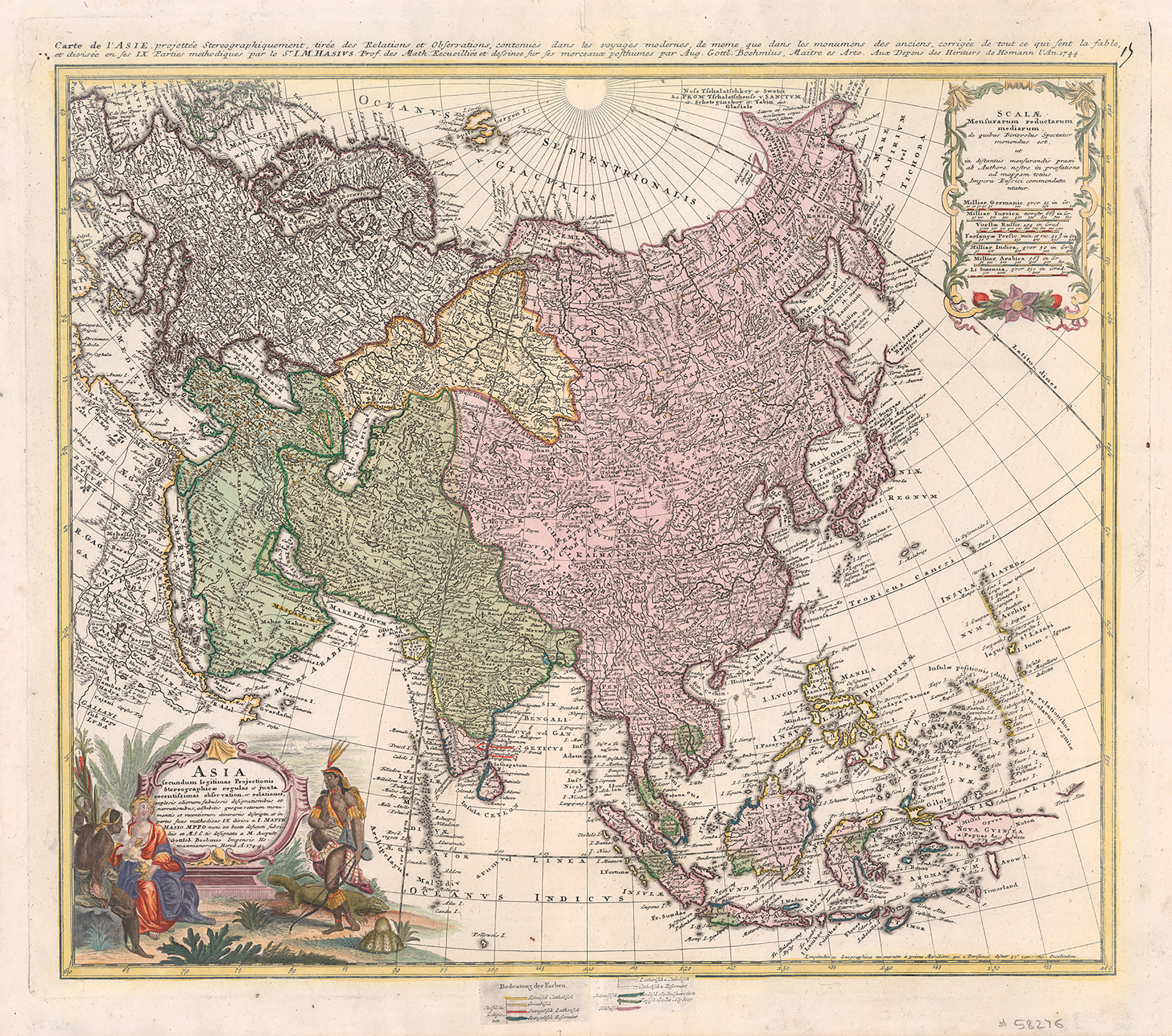
1744 .Map Перська затока
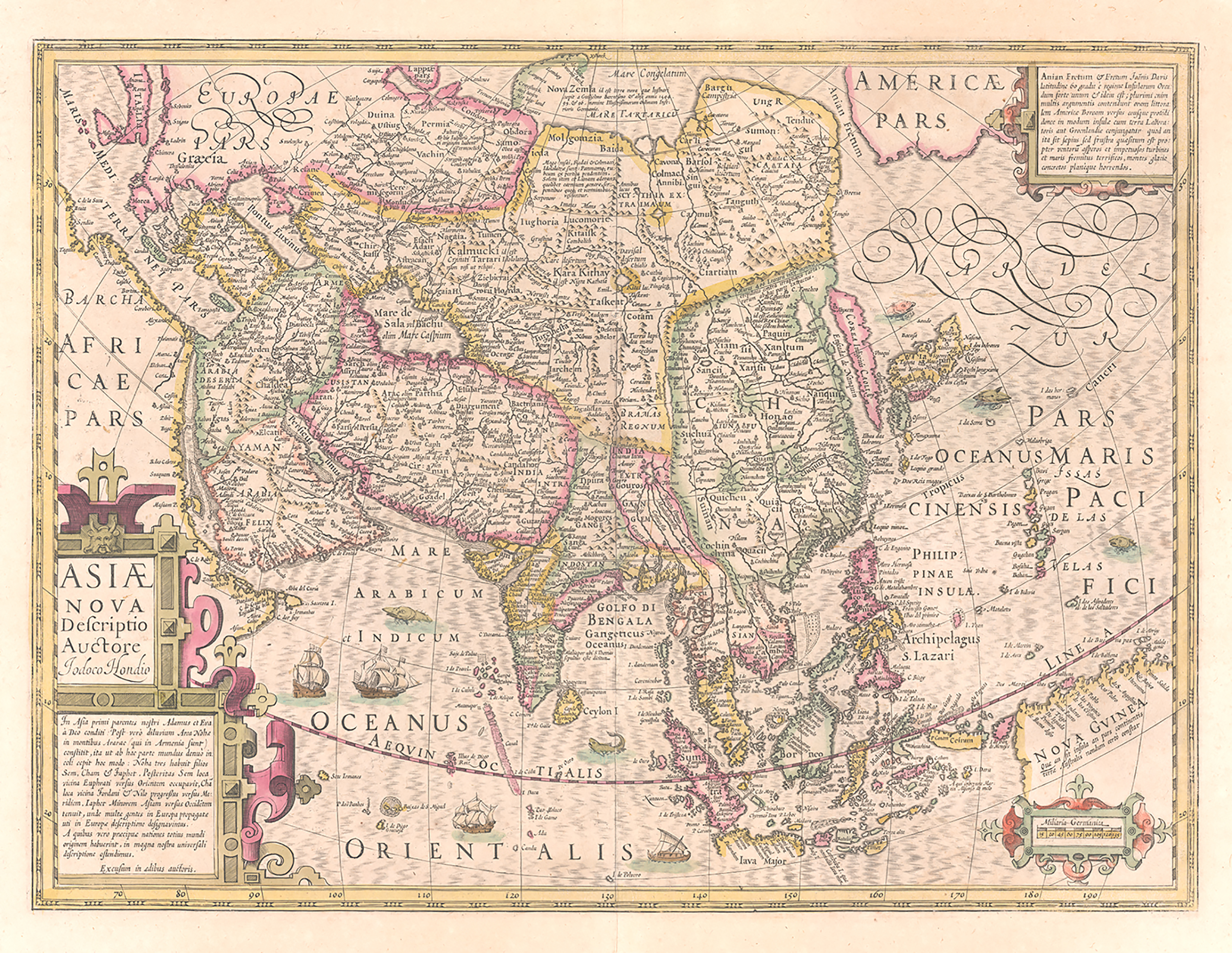
1620 Перська затока
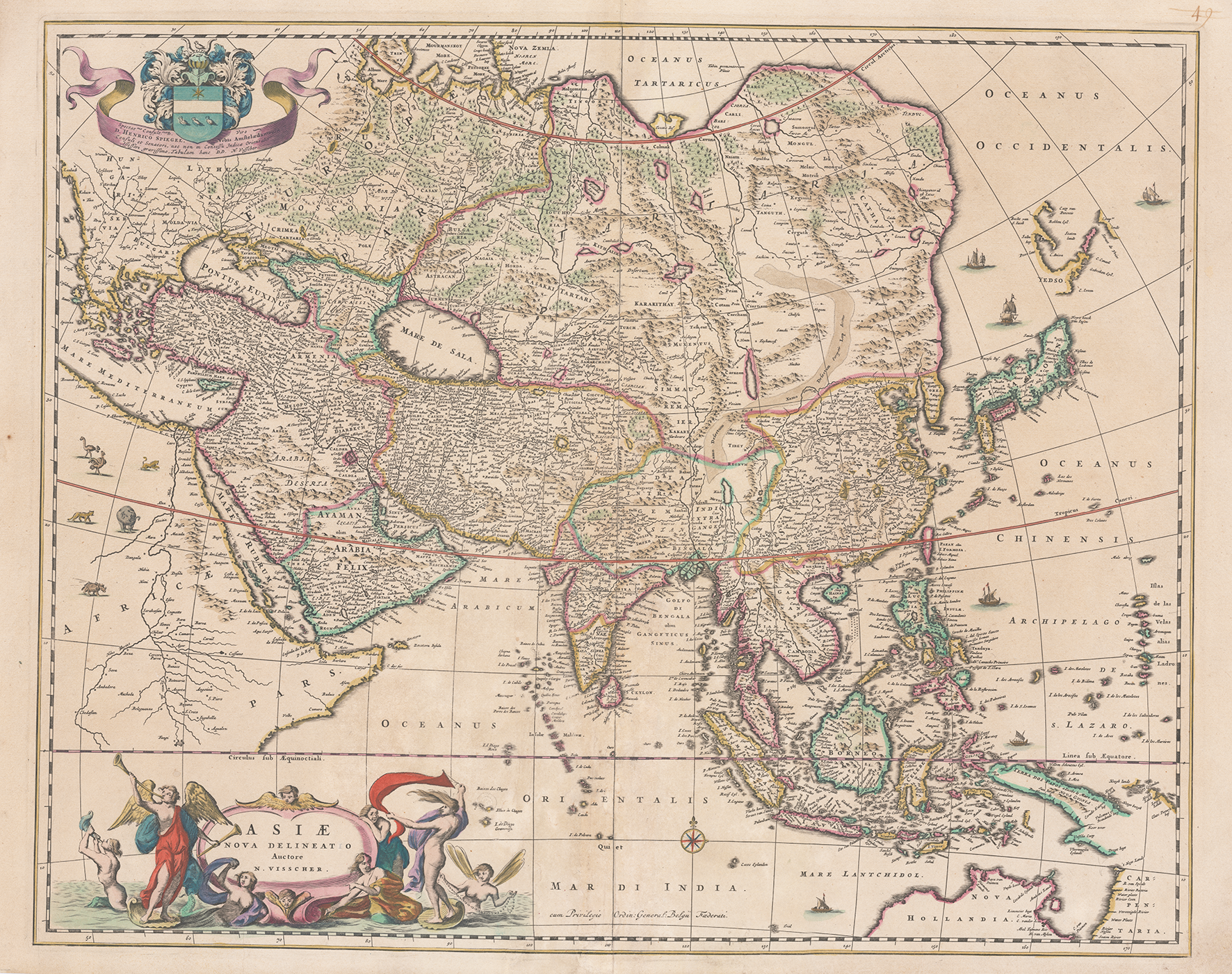
. Перська затока 1670.
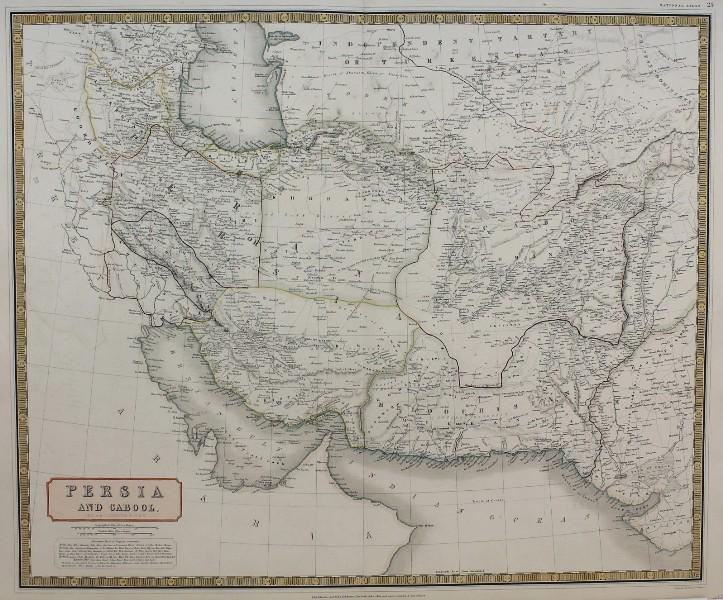
A.K. Johnston -1850-Edinburg
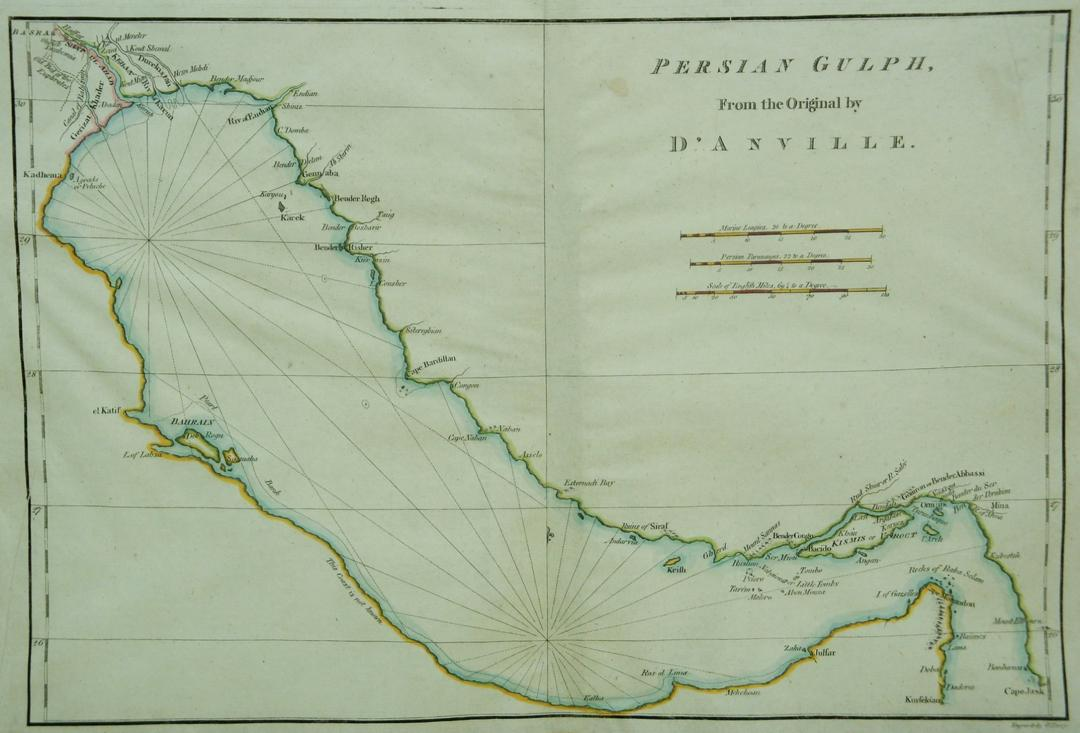
Перська затока- 1788,
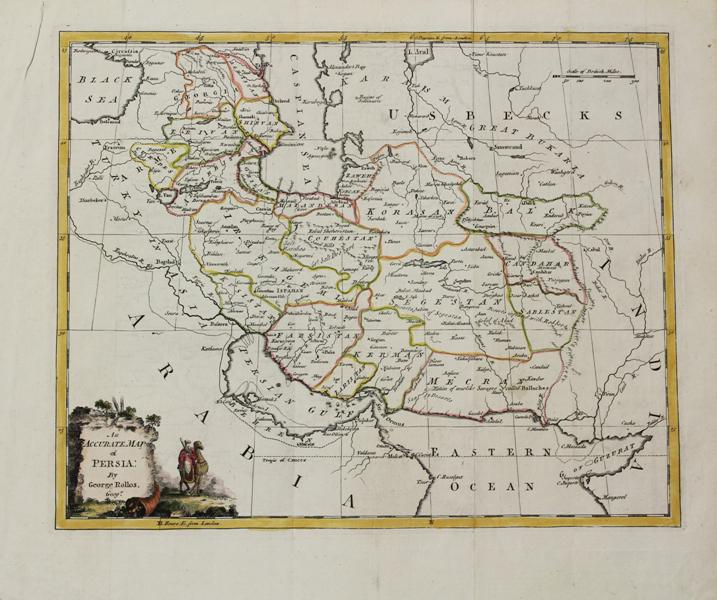
Перська затока, 1770
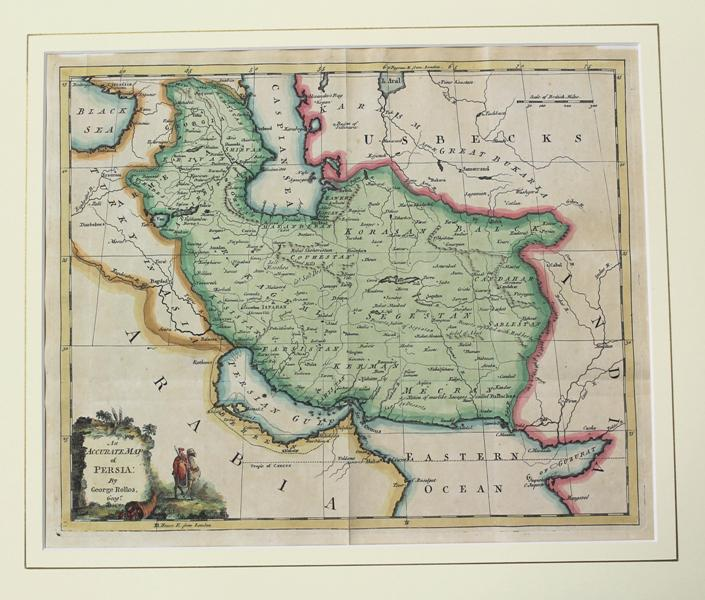
Перська затока 1770
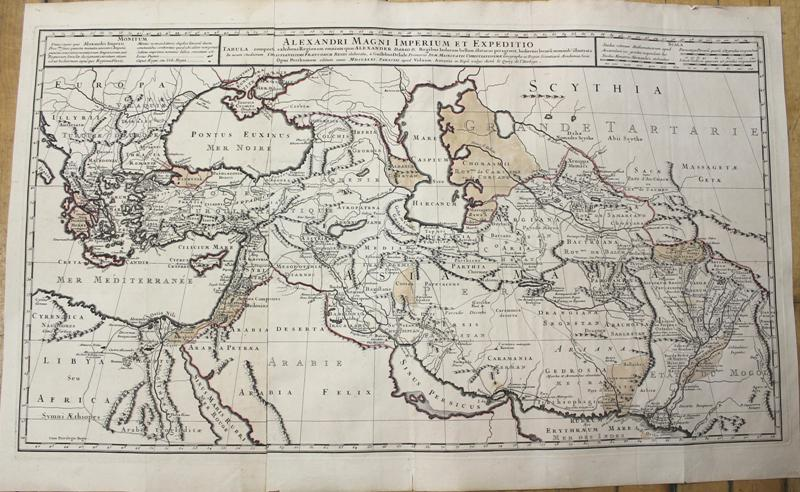
Перська затока- 1731- Paris
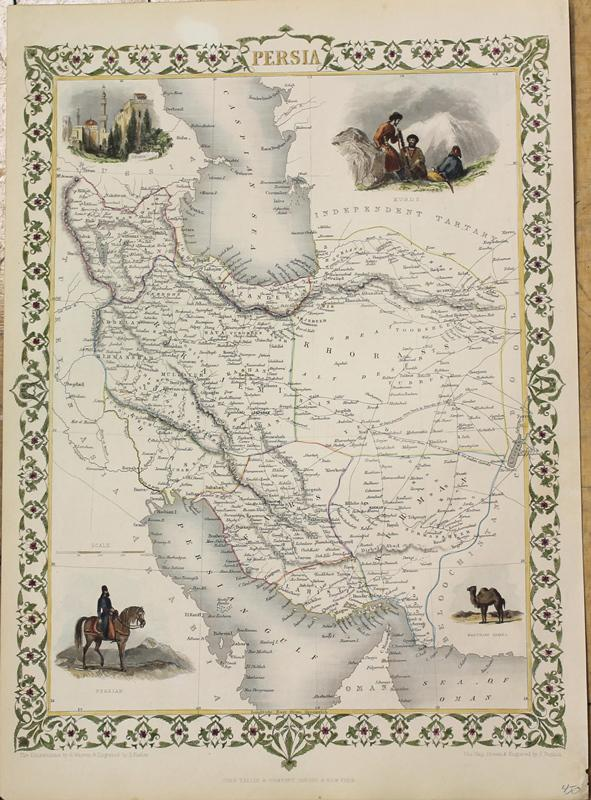
J. Rapkin, Перська затока-1851
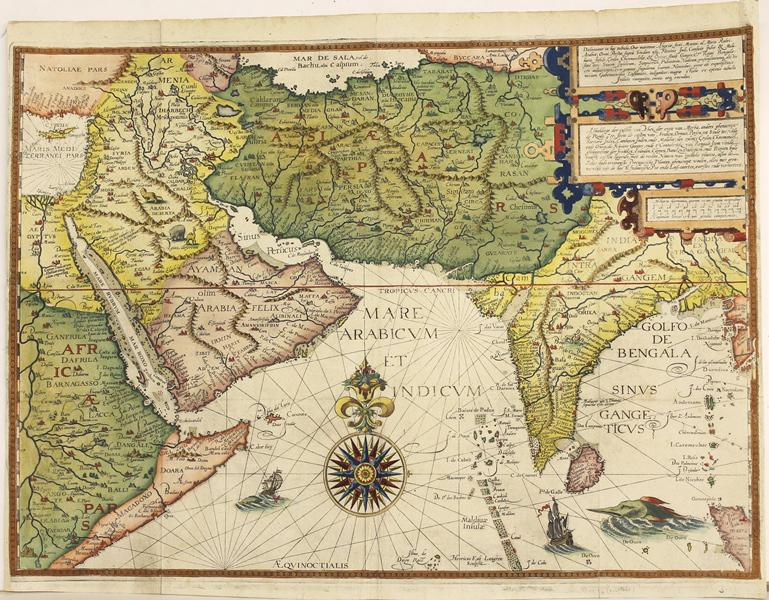
1596-Amsterdam
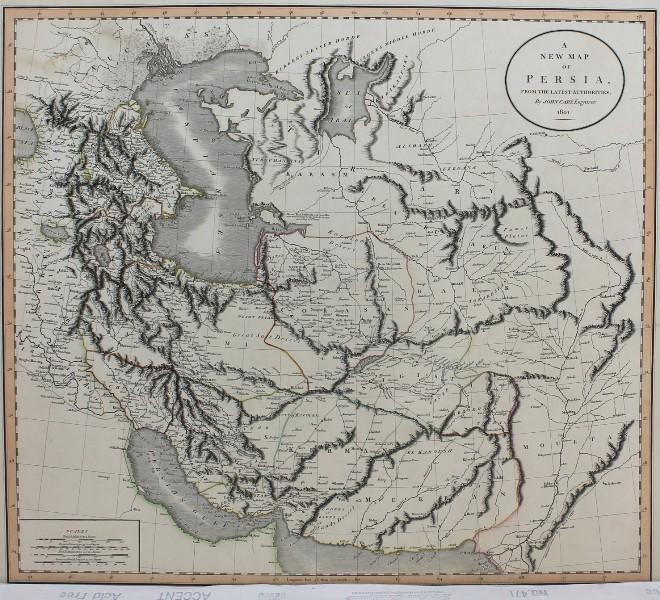
Перська затока -1801.jpg
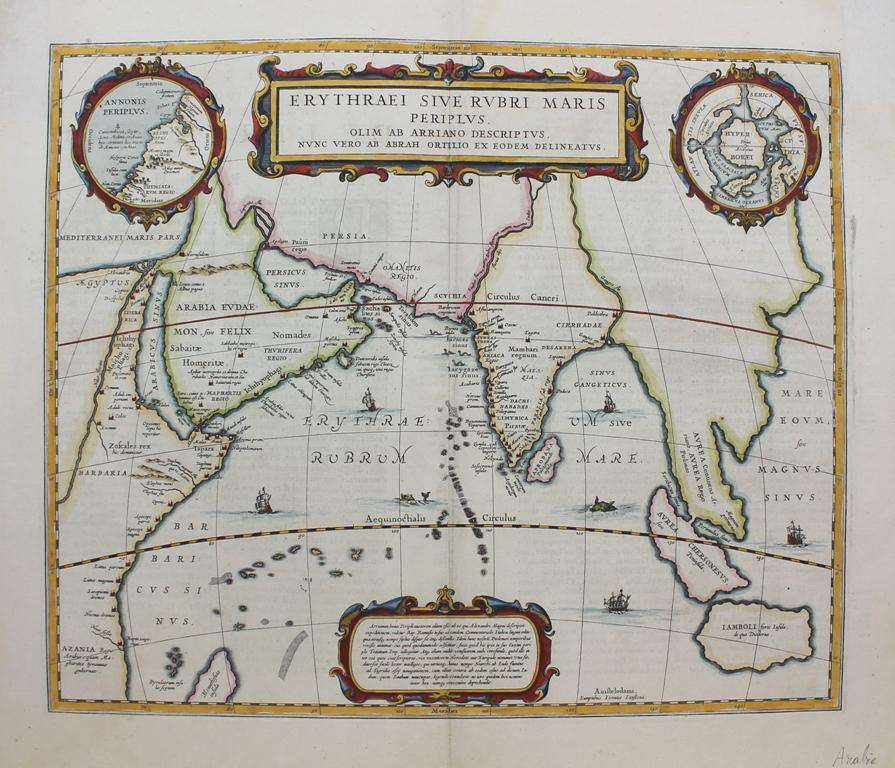
Перська затока  1640-Amsterdam
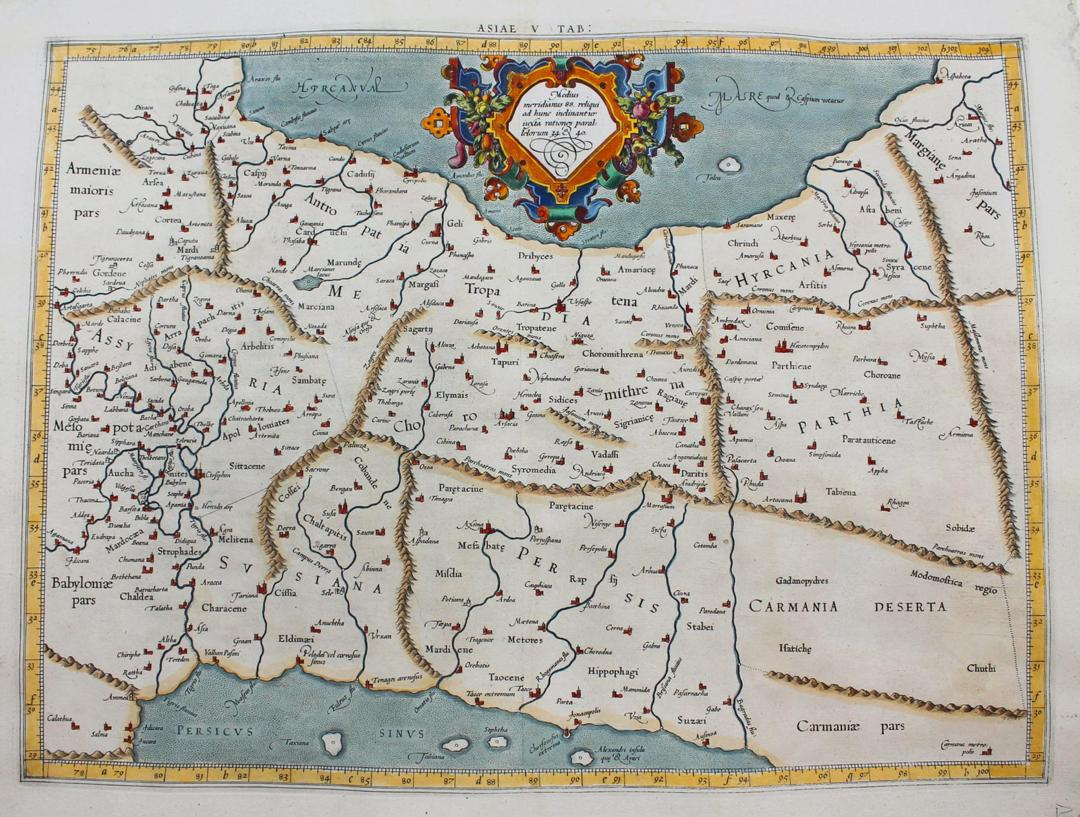
Перська затока, 1578
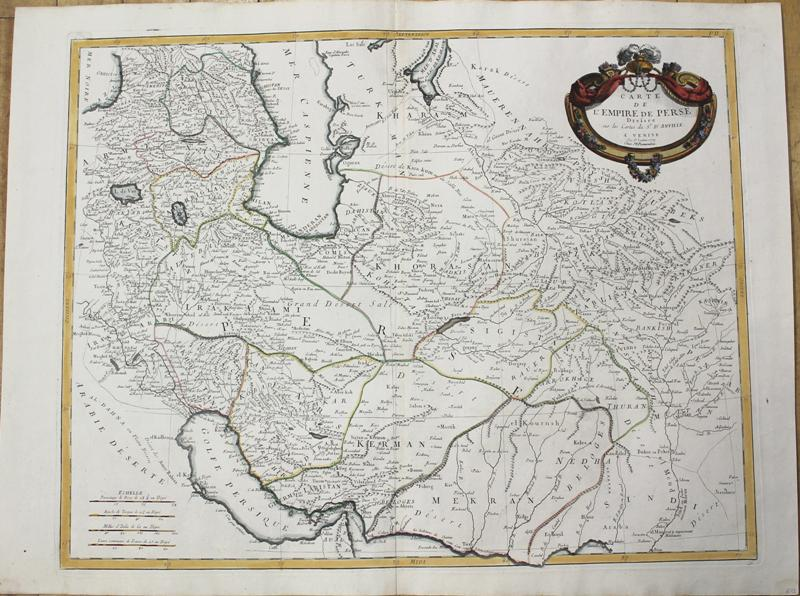
Перська затока- 1779
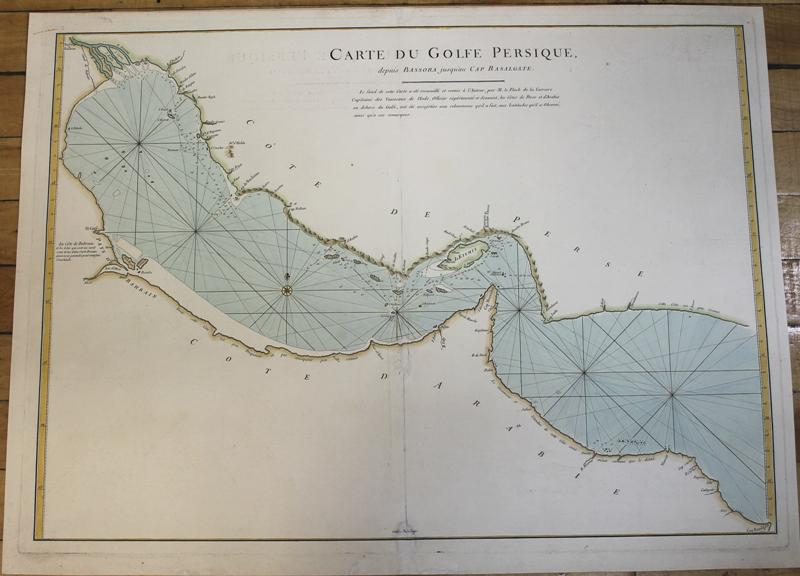
-1775-Перська затока
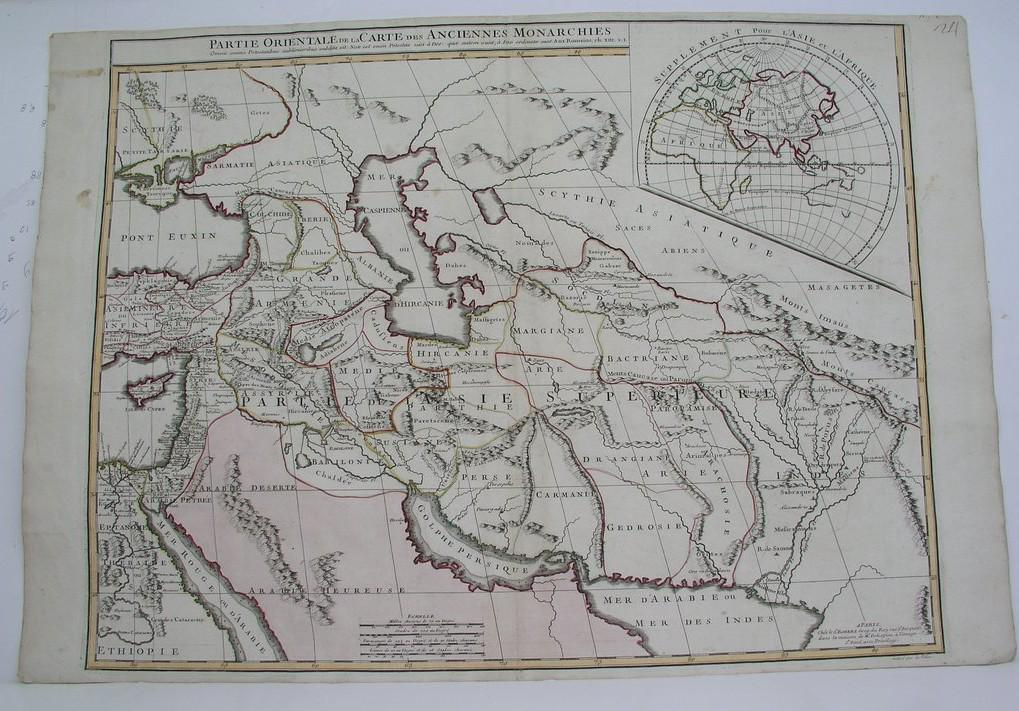
Robert- 1760- Paris.jpg
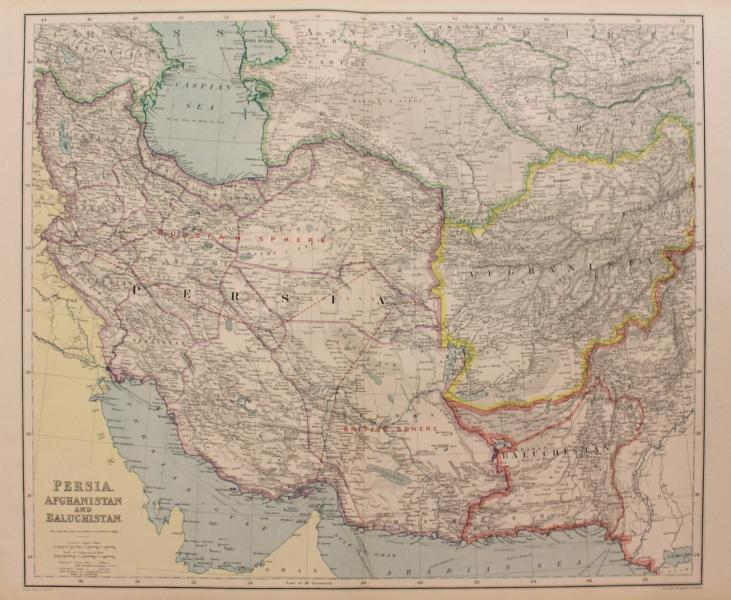
Перська затока1890,
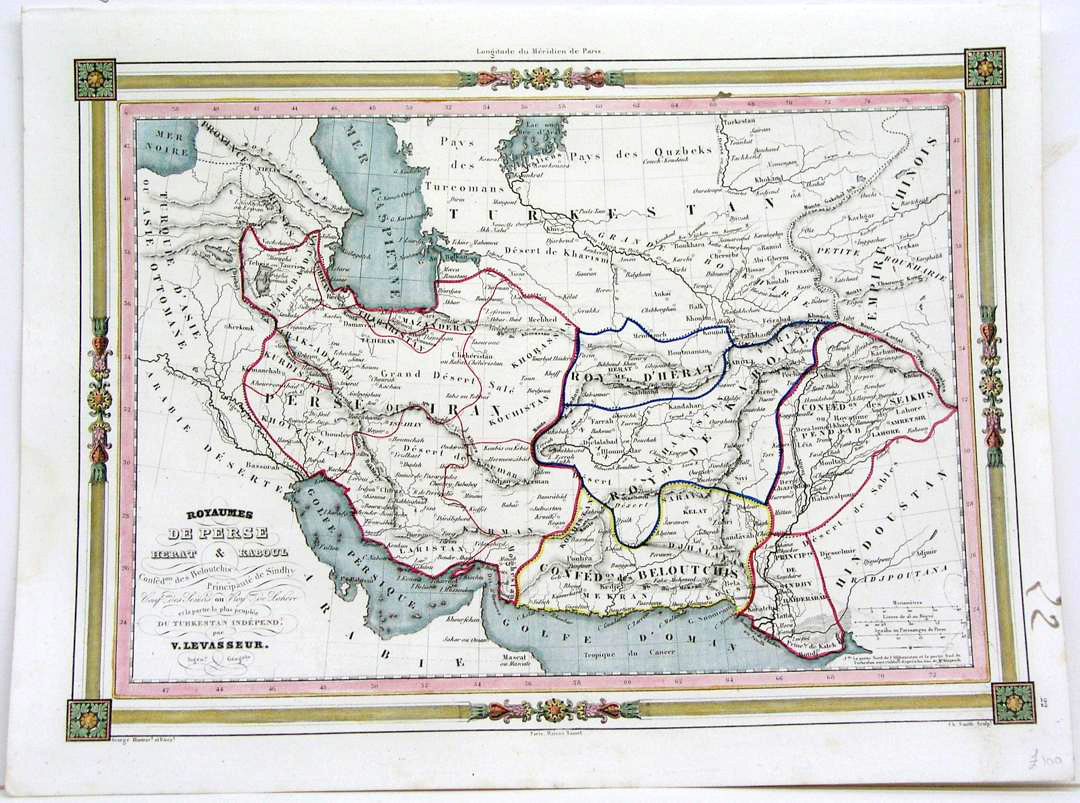
Перська затока- 1838.jpg
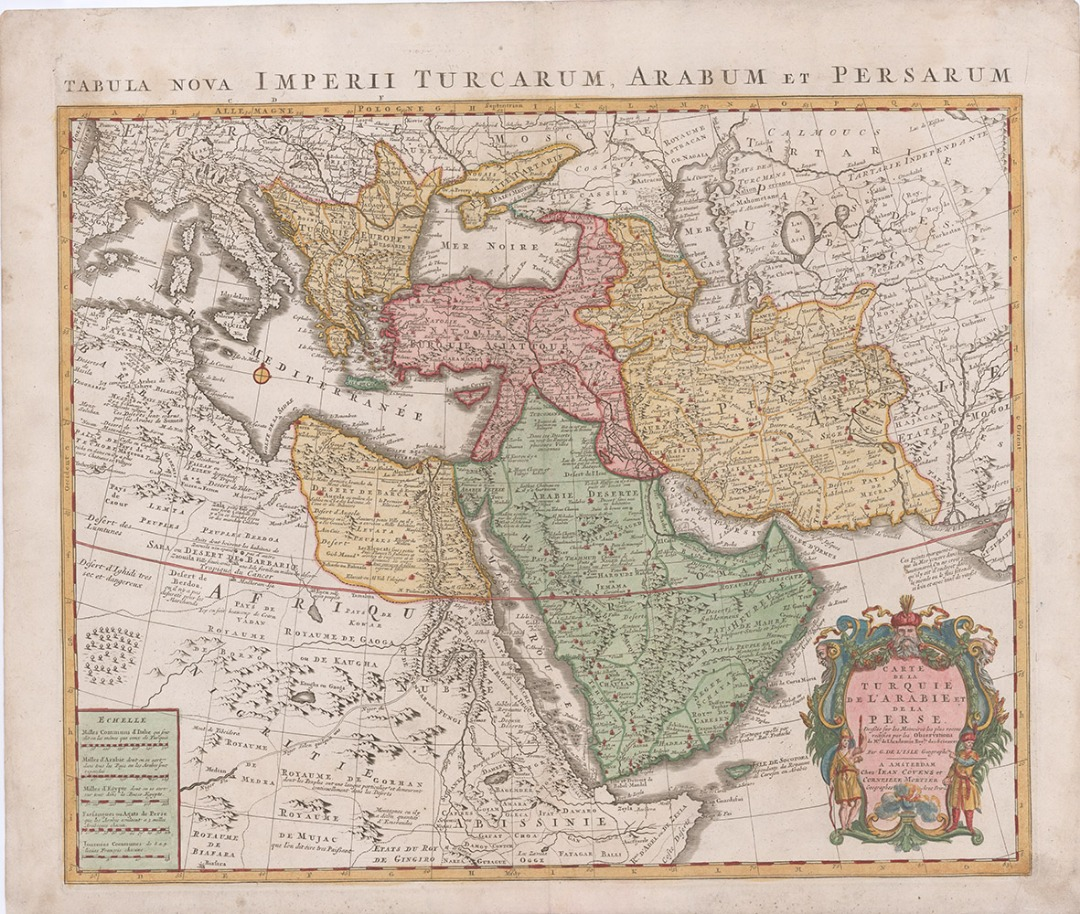
Amsterdam  1720.jpg
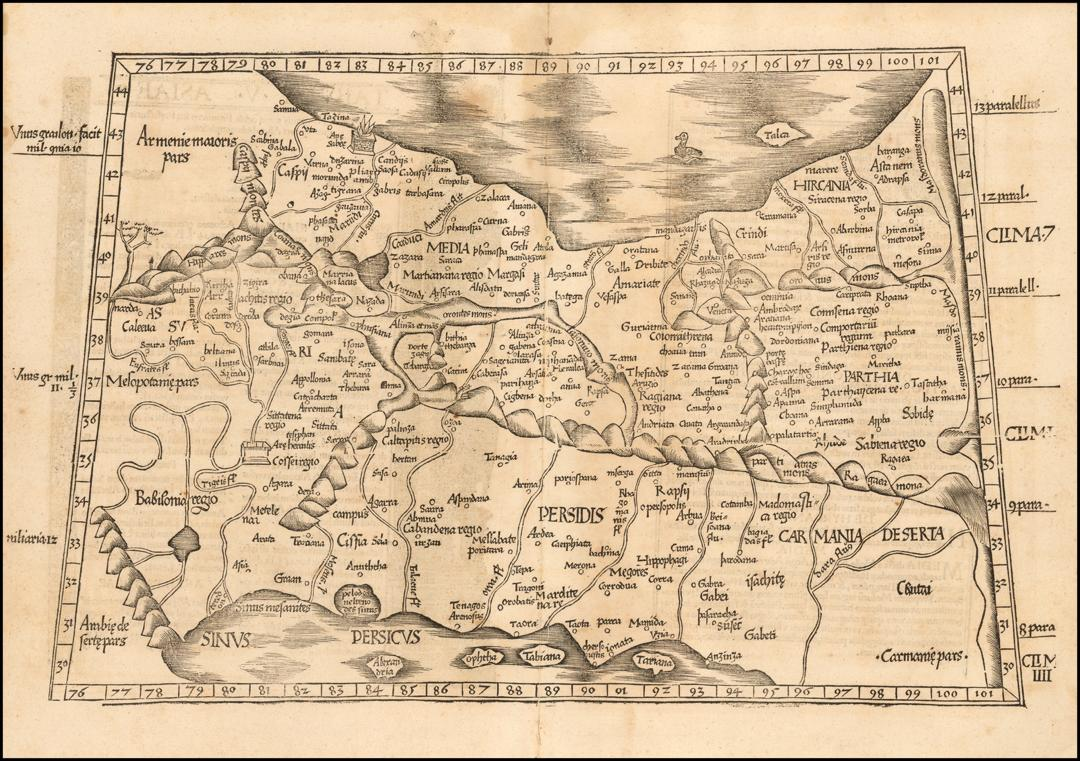
Strasbourg  1525
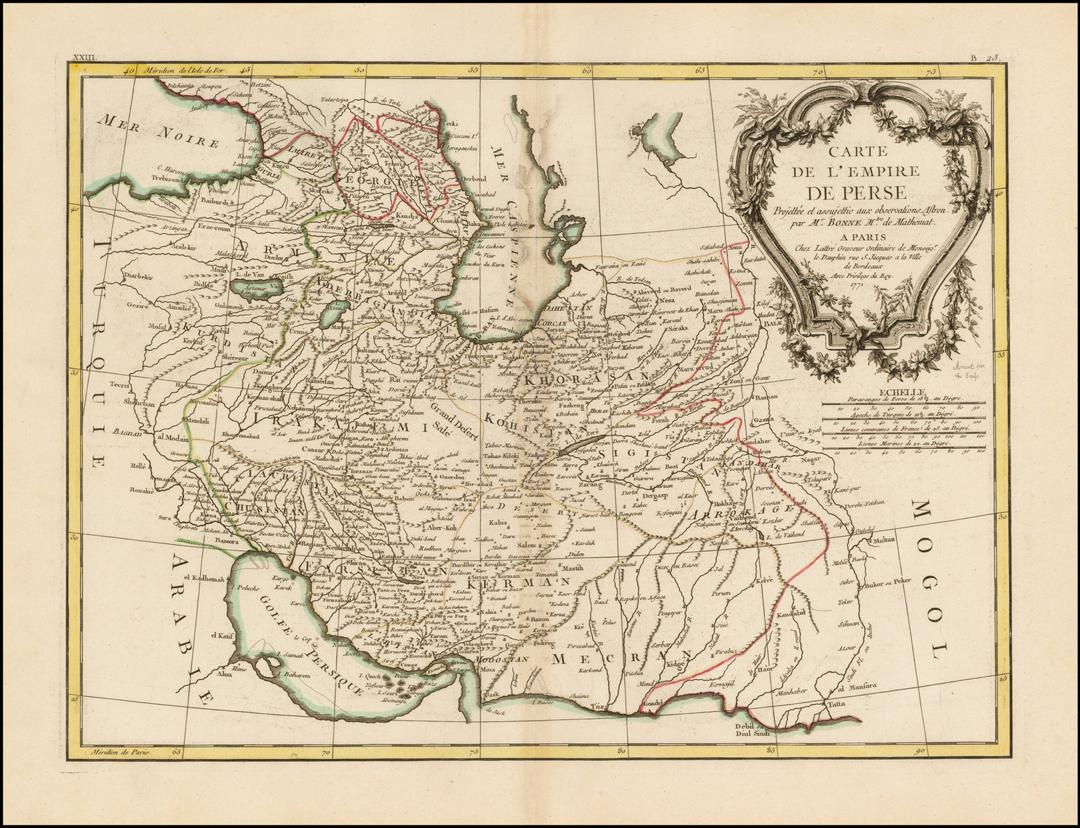
Rigobert Bonne- 1771 Перська затока
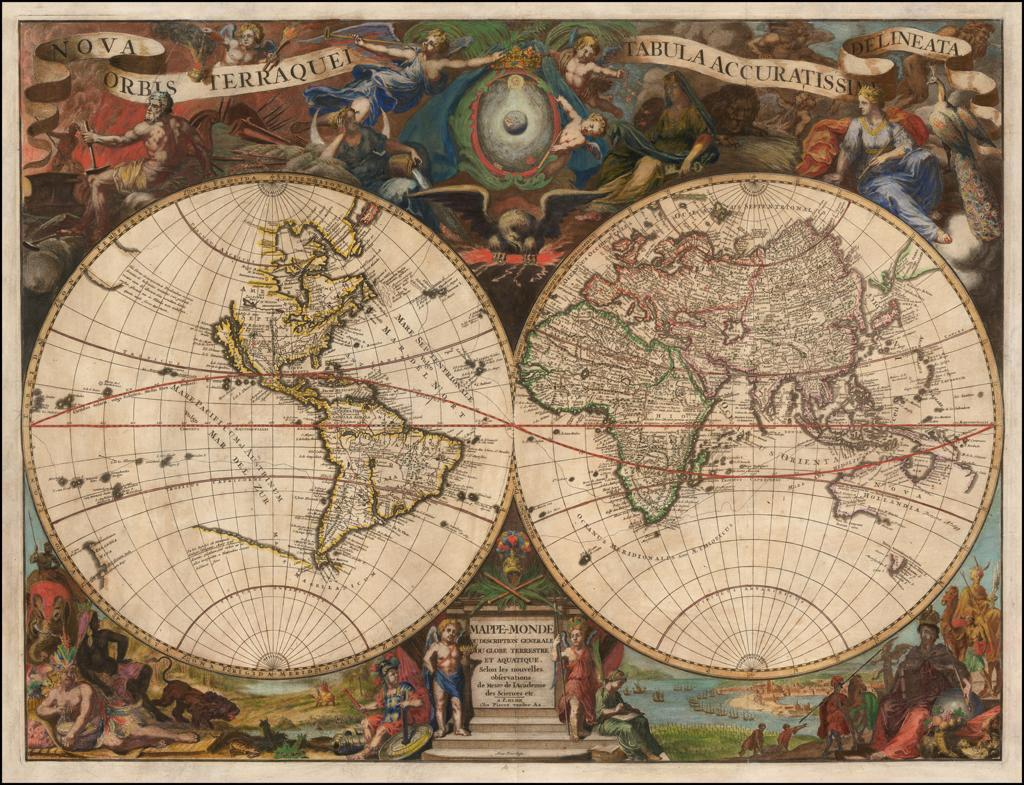
Перська затока -1713
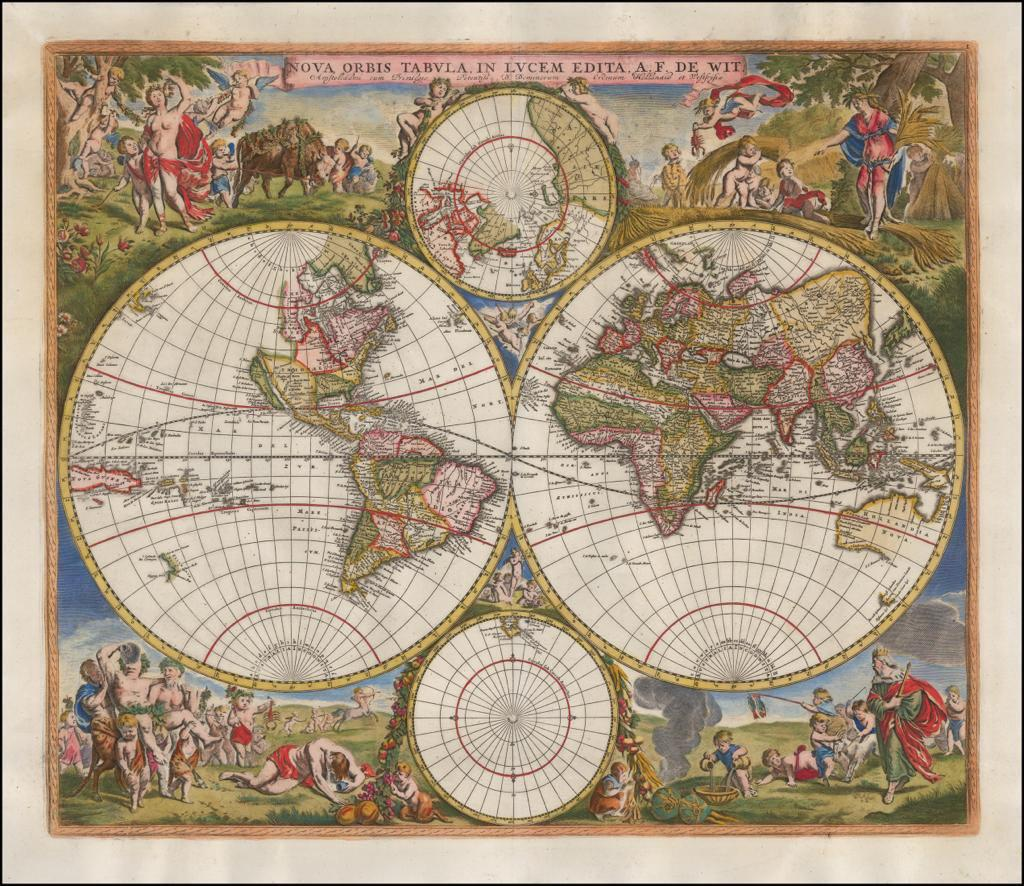
Amsterdam-1680
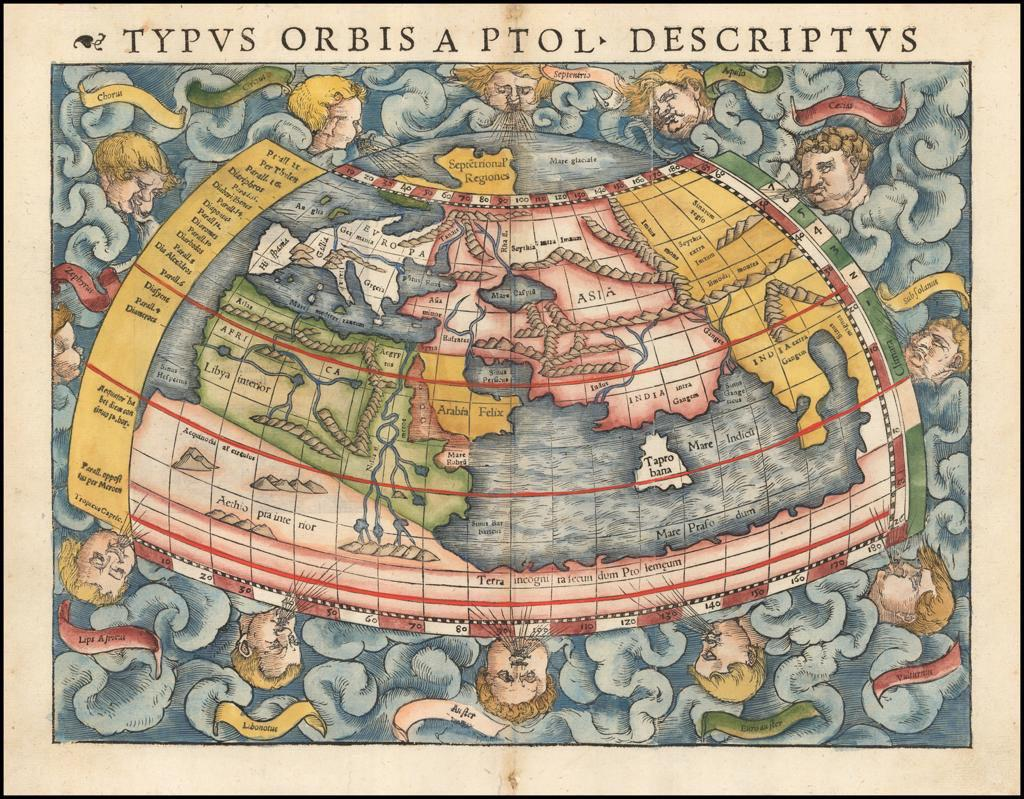
-1542
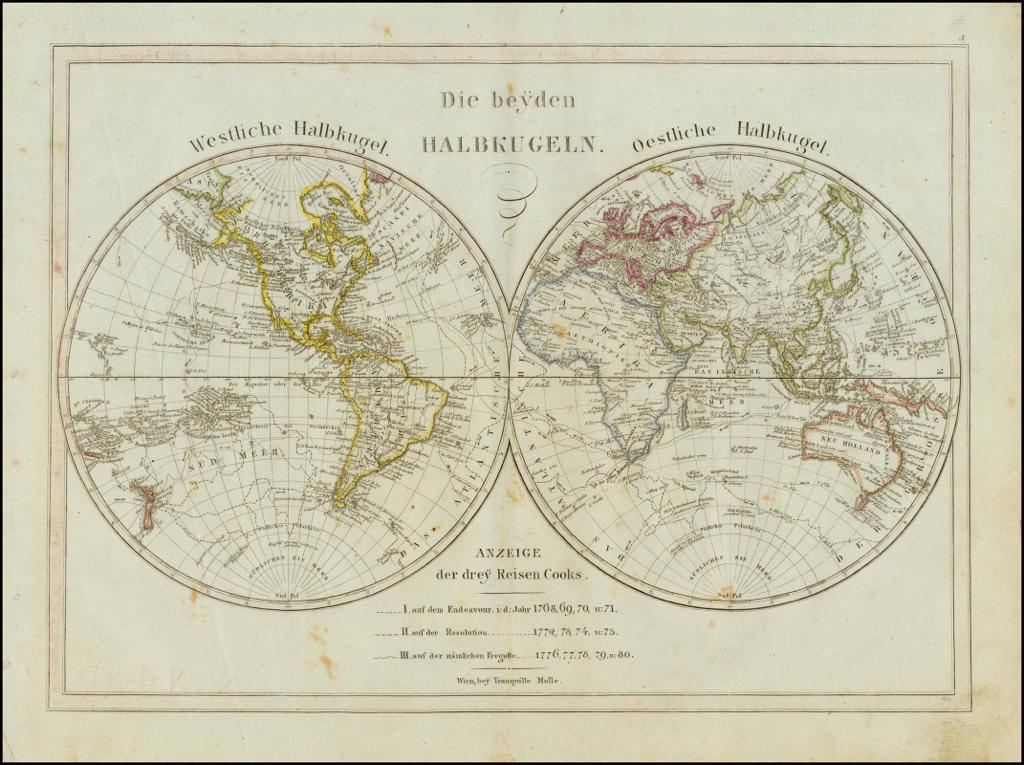
Перська затока-1790
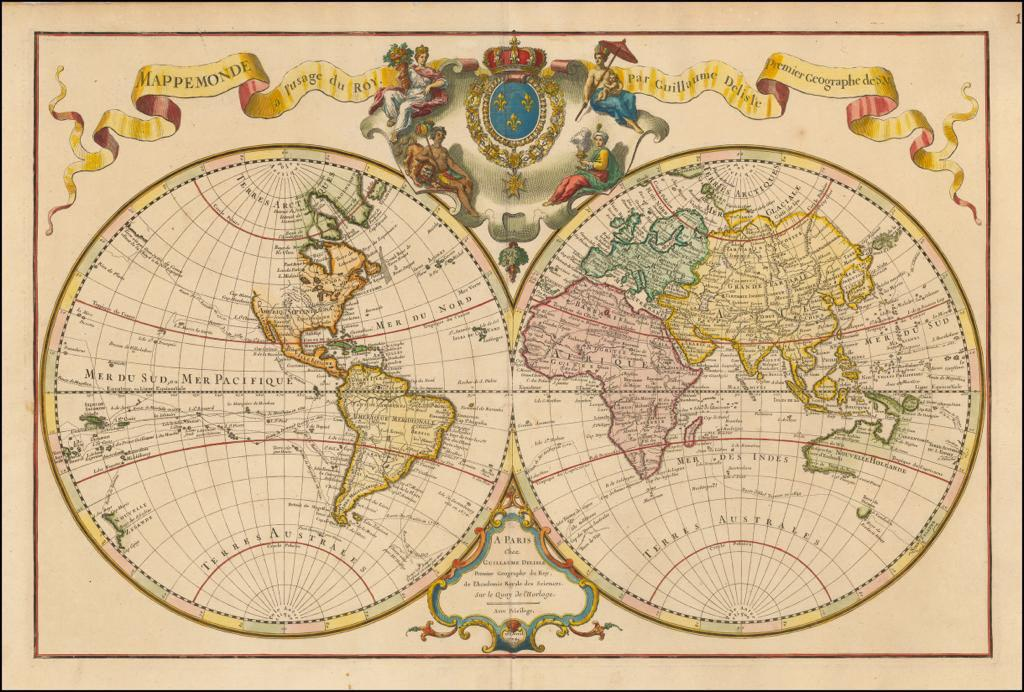
1720 (Shows De Gama Land)
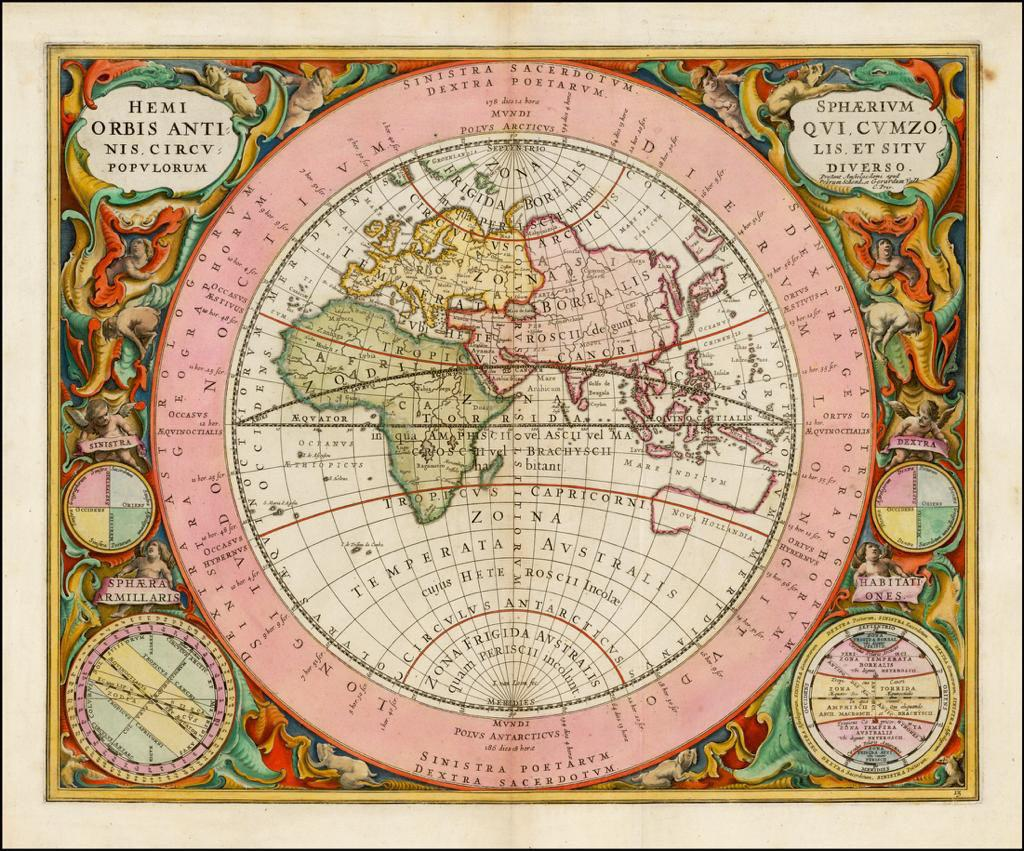
- 1660 (1708)
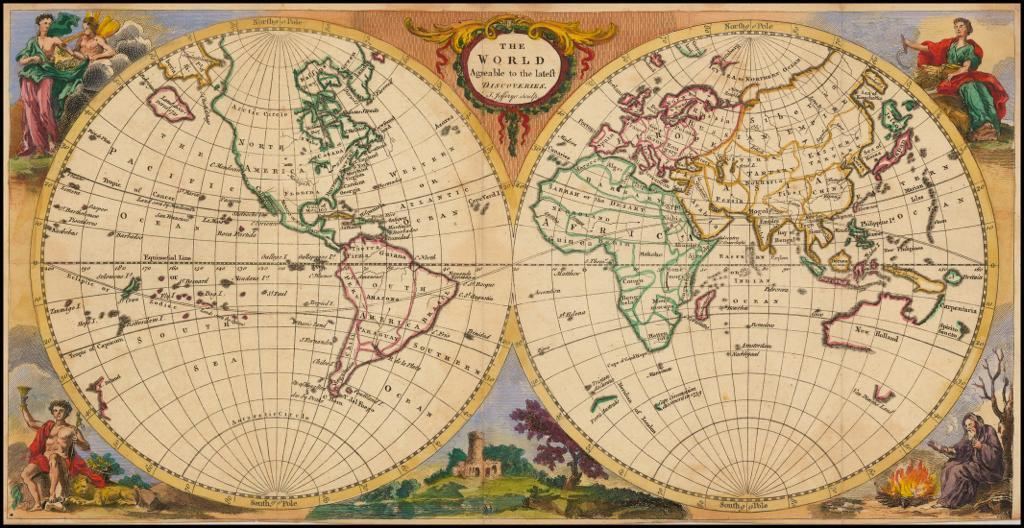
Map of Persian Gulf  1754
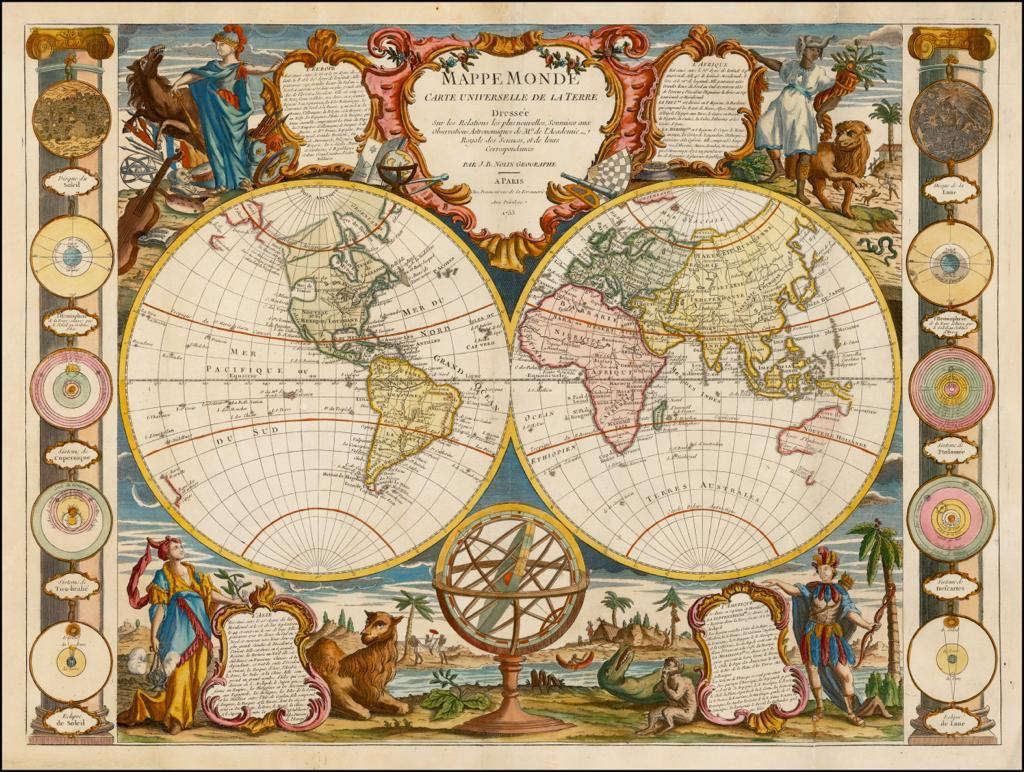
-1755
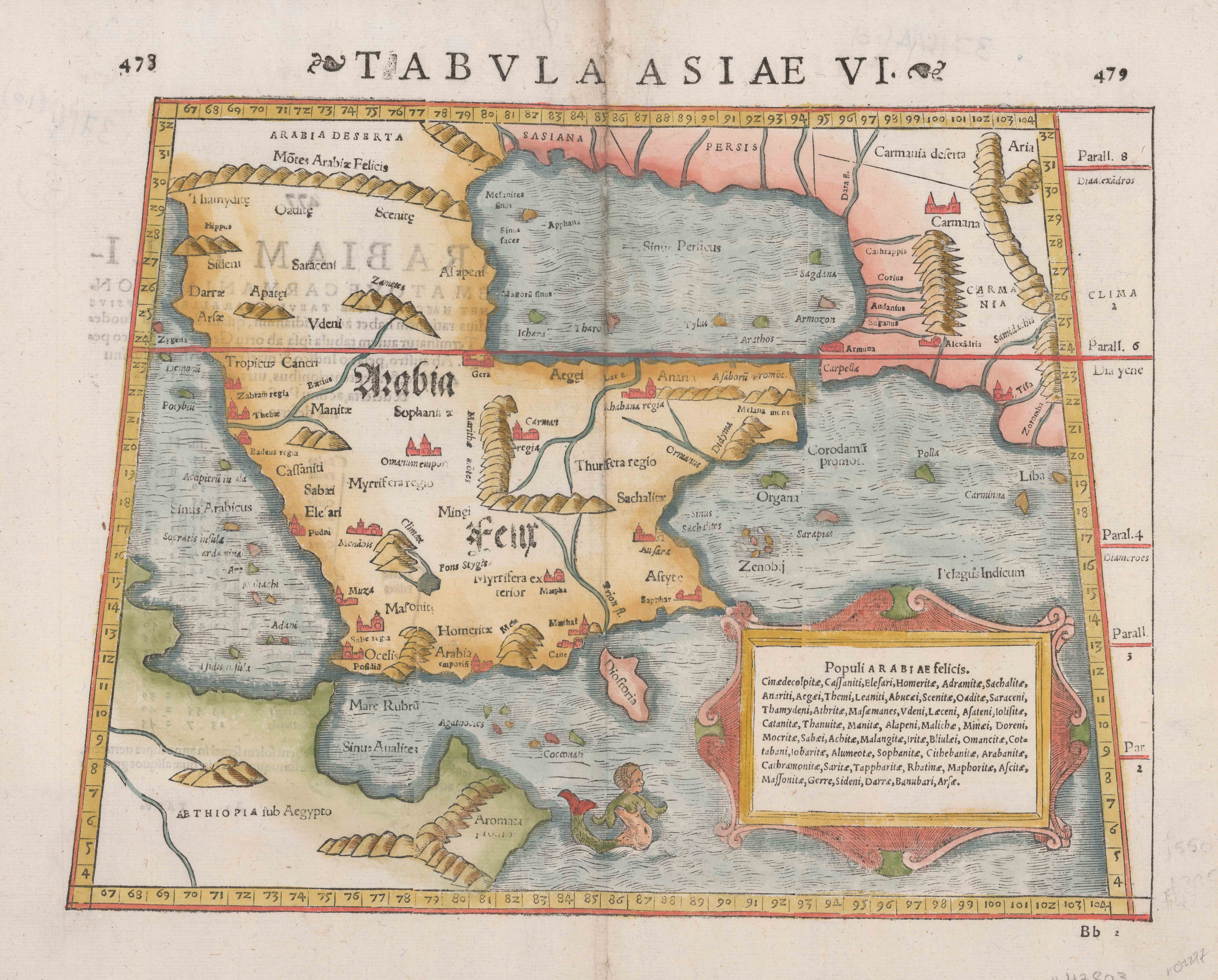
2700 Persian Gulf
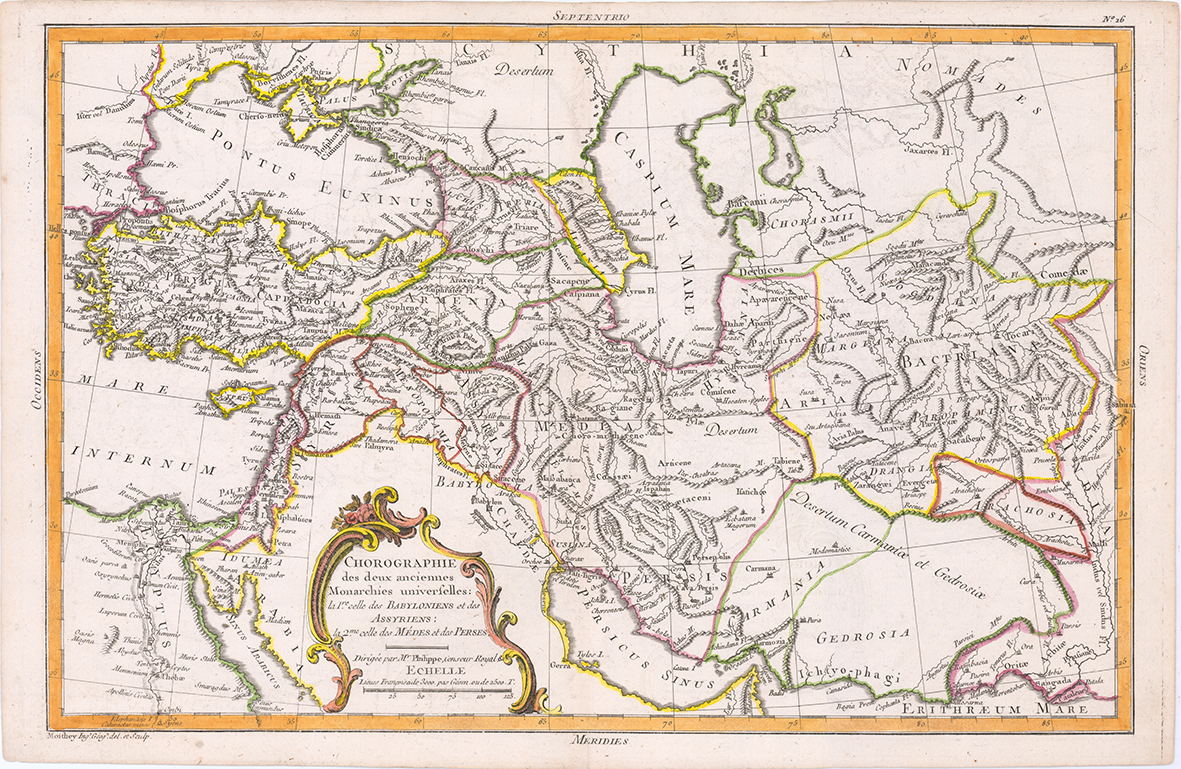
Persian Gulf 1787
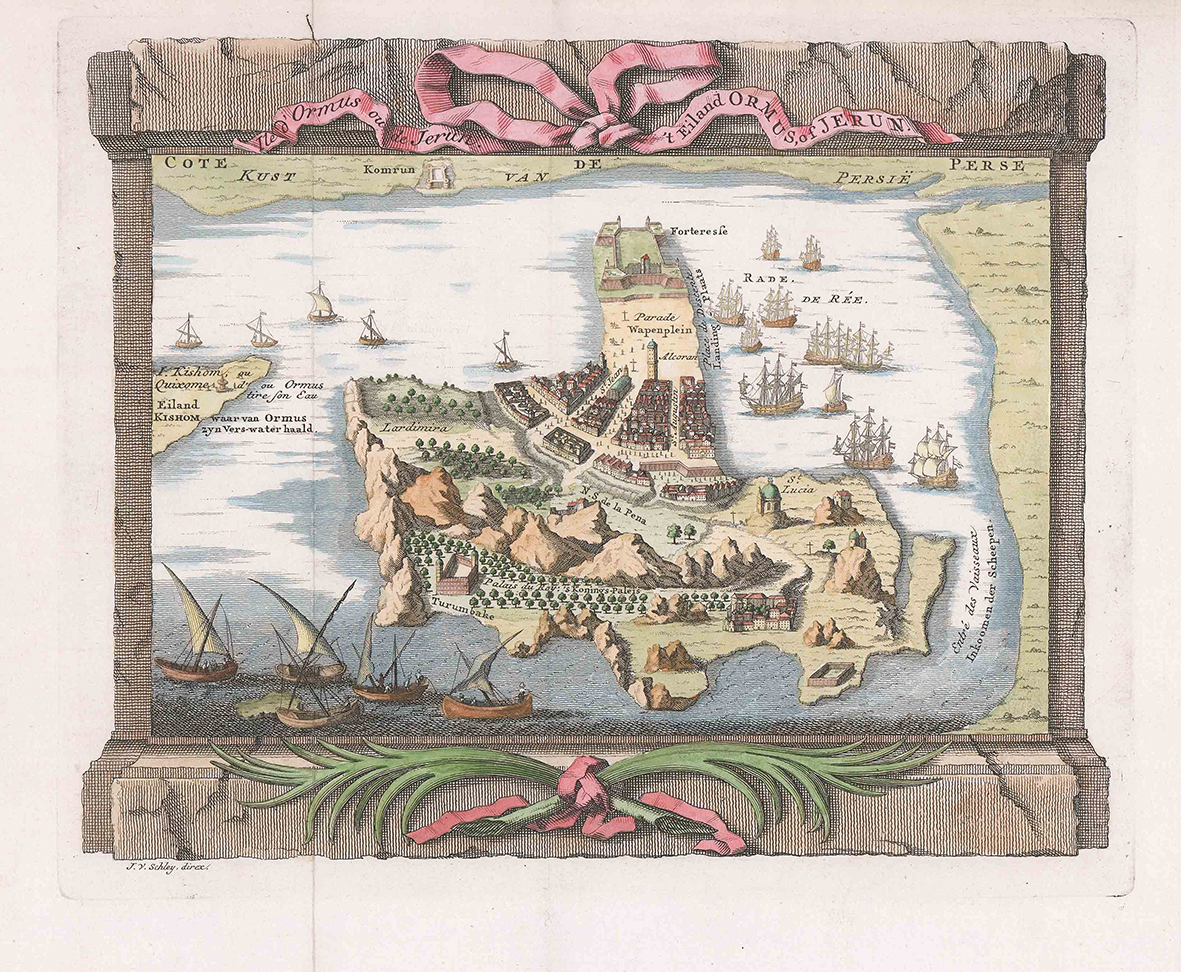
Перська затока 1756
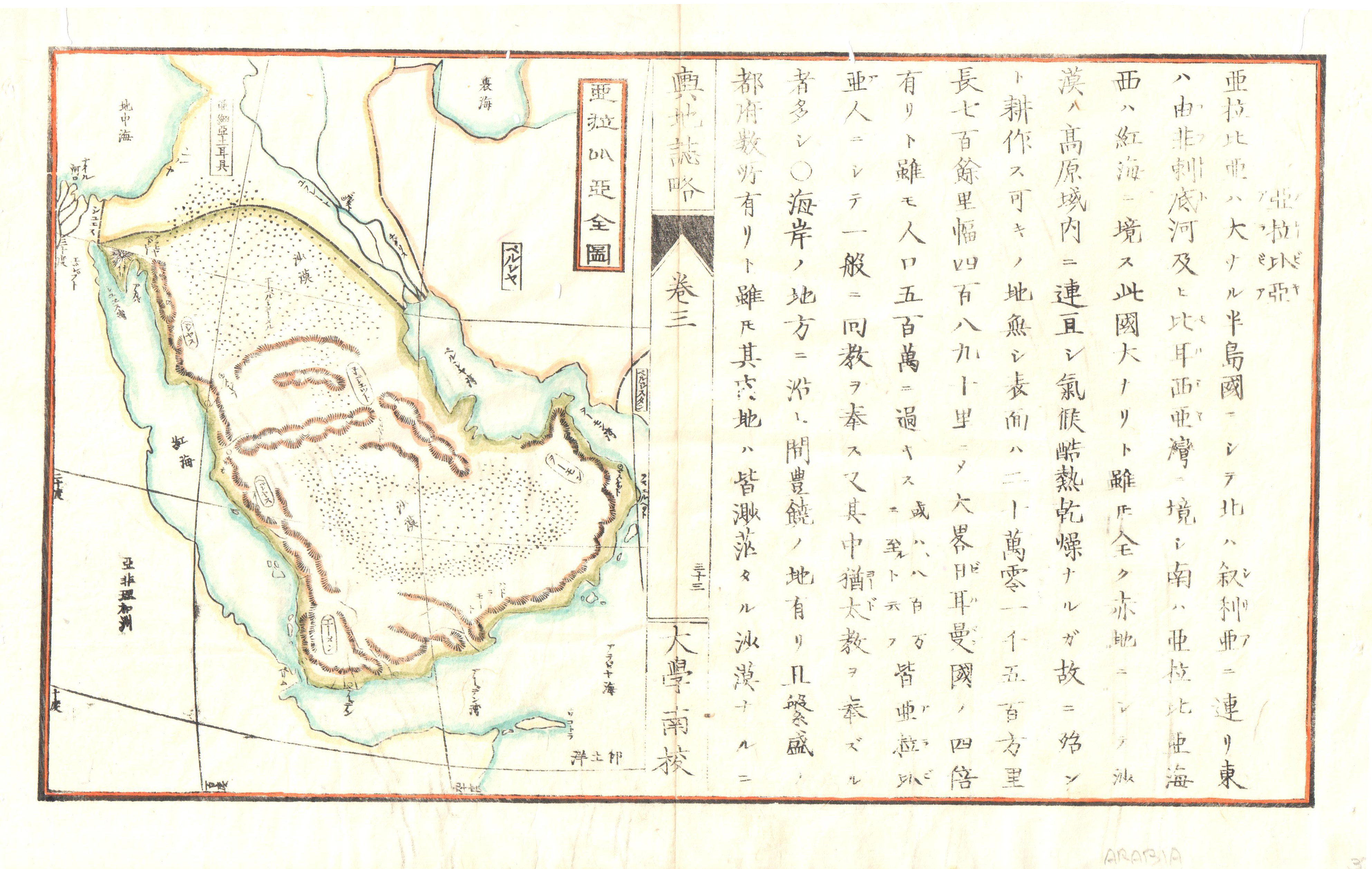
Перська затока -1874-
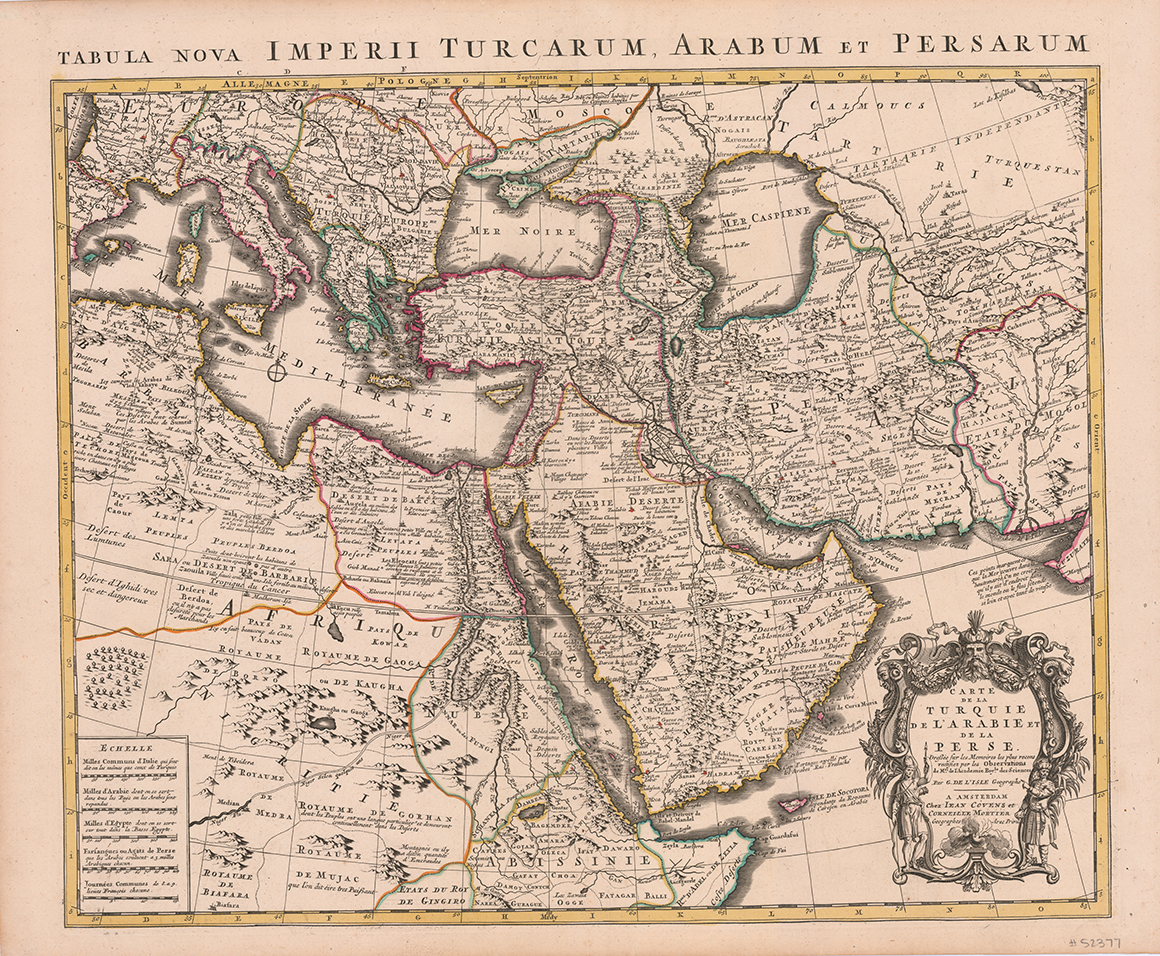
Перська затока -1720